# Magyarország nagylepkefajainak listája
Az alábbi lista tartalmazza a Magyarországon előforduló, őshonos és megtelepedett, behurcolt, 19 rendszertani családba tartozó 1298 nagylepkefajt. A védett fajoknál fel van tüntetve természetvédelmi értékük is.

## Drepanidae (sarlósszövők)
- Cilix glaucata - törpeszövő

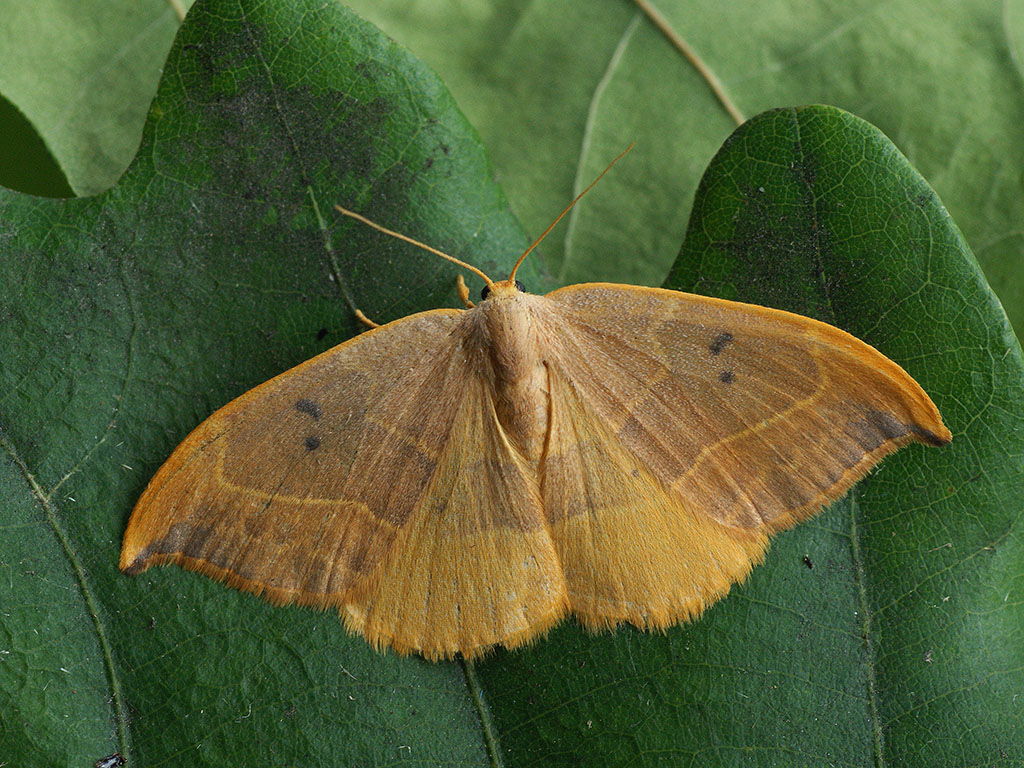
Tölgyfa-sarlósszövő

- Drepana curvatula - égerfa-sarlósszövő
- Drepana falcataria - nyárfa-sarlósszövő
- Falcaria lacertinaria - csipkés sarlósszövő
- Sabra harpagula - hársfa-sarlósszövő
- Watsonalla binaria - tölgyfa-sarlósszövő
- Watsonalla cultraria - bükkfa-sarlósszövő

## Endromidae (tarkaszövők)
- Endromis versicolora - tarkaszövő    5000 Ft

## Erebidae (kvadrifid bagolylepkék)

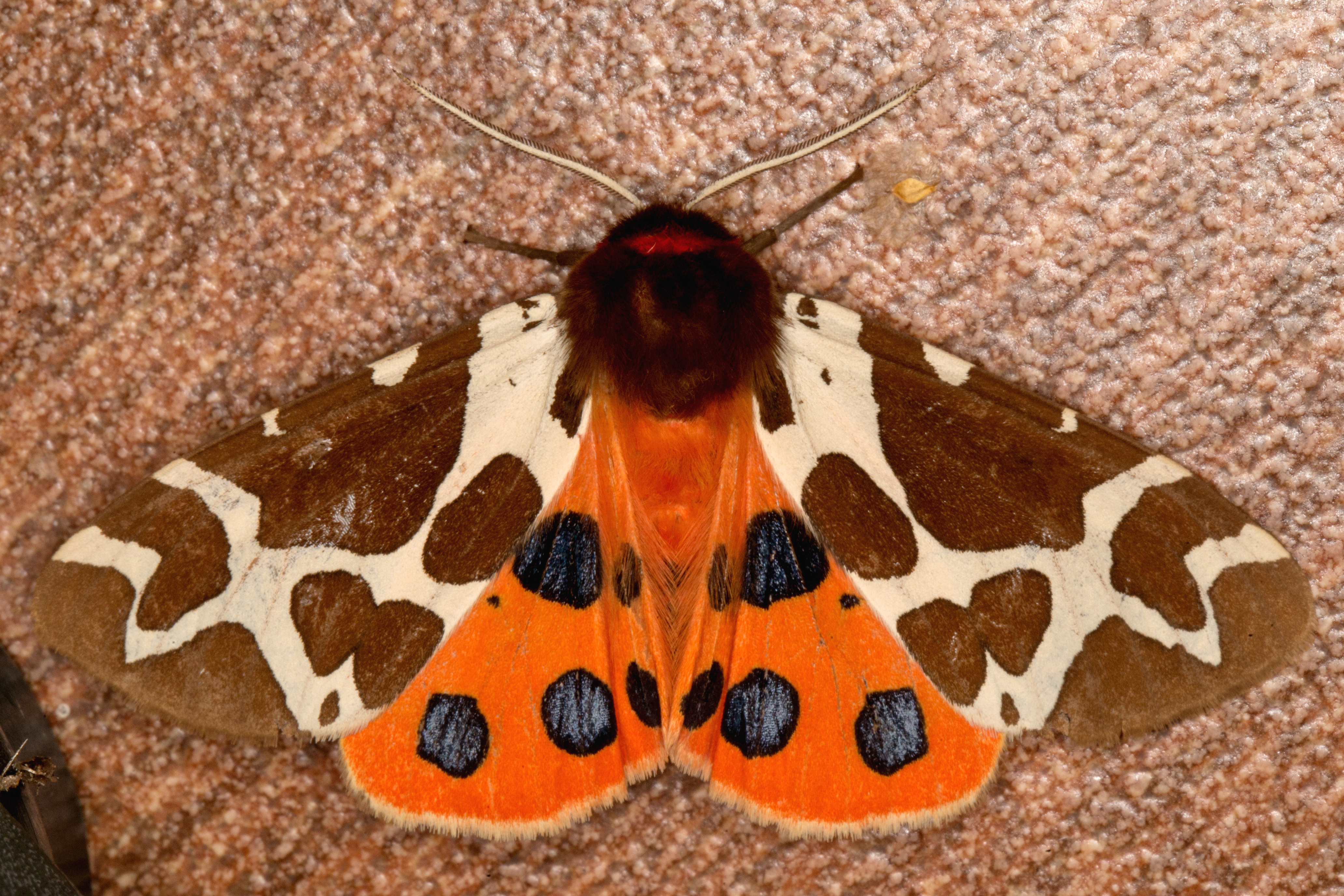
Közönséges medvelepke

- Amata phegea - fehérpettyes álcsüngőlepke
- Arctia caja - közönséges medvelepke
- Arctia festiva - díszes medvelepke    10 000 Ft
- Arctia villica - fekete medvelepke
- Arctornis l-nigrum - L-betűs gyapjaslepke
- Arytrura musculus - keleti lápibagoly    250 000 Ft
- Atolmis rubricollis - acélszínű zuzmószövő
- Callimorpha dominula - fémes medvelepke
- Calliteara abietis - fenyő-gyapjaslepke
- Calliteara pudibunda - hamvas gyapjaslepke
- Calymma communimacula - pajzstetűfaló bagoly
- Calyptra thalictri - öblösszárnyú bagoly
- Catephia alchymista - fekete övesbagoly
- Catocala conversa - füstös övesbagoly    10 000 Ft
- Catocala dilecta - nagy övesbagoly    10 000 Ft
- Catocala diversa - sötét övesbagoly    10 000 Ft
- Catocala electa - fűzfa-övesbagoly
- Catocala elocata - közönséges övesbagoly
- Catocala fraxini - kék övesbagoly    5000 Ft
- Catocala fulminea - galagonya-övesbagoly
- Catocala hymenaea - kökény-övesbagoly
- Catocala nupta - piros övesbagoly
- Catocala nymphagoga - kis sárgaövesbagoly
- Catocala promissa - kis tölgyfa-övesbagoly
- Catocala puerpera - nyárfa-övesbagoly
- Catocala sponsa - tölgyfa-övesbagoly
- Chelis maculosa - foltos medvelepke
- Colobochyla salicalis - háromsávos apróbagoly
- Coscinia cribraria - pettyes molyszövő    10 000 Ft
- Cybosia mesomella - csontszínű molyszövő
- Diacrisia sannio - vörösszélű medvelepke
- Diaphora luctuosa - gyászos medvelepke    50 000 Ft
- Diaphora mendica - felemás medvelepke
- Dysauxes ancilla -	üvegpettyes álcsüngőlepke
- Dysgonia algira - homokórabagoly
- Eilema caniola - déli zuzmószövő
- Eilema complana - közönséges zuzmószövő
- Eilema depressa - lapos zuzmószövő
- Eilema griseola - szürke zuzmószövő
- Eilema lurideola - fakó zuzmószövő
- Eilema lutarella - narancsszínű zuzmószövő
- Eilema palliatella - egyszínű zuzmószövő
- Eilema pseudocomplana - selyemfényű zuzmószövő
- Eilema pygmaeola pallifrons - halvány zuzmószövő
- Eilema sororcula - sárga zuzmószövő
- Epatolmis luctifera - cigány-medvelepke   50 000 Ft
- Eublemma amoena - bogáncs-apróbagoly
- Eublemma minutata - fehér törpebagoly
- Eublemma ostrina - szalmagyopár-bíborbagoly
- Eublemma pannonica - magyar gyopárbagoly	250 000 Ft
- Eublemma parva - apró vándorbagoly
- Eublemma purpurina - közönséges bíborbagoly
- Eublemma rosea - hangyabogáncs-bíborbagoly	  50 000 Ft
- Euclidia glyphica - közönséges nappalibagoly
- Euclidia mi - lóhere-nappalibagoly
- Euclidia triquetra - háromszöges nappalibagoly
- Euplagia quadripunctaria - csíkos medvelepke    5000 Ft
- Euproctis chrysorrhoea - aranyfarú szövő
- Gynaephora fascelina - vesszős szövő
- Herminia grisealis - ligeti karcsúbagoly
- Herminia tarsicrinalis - szőröslábú karcsúbagoly
- Herminia tarsipennalis - tollaslábú karcsúbagoly
- Herminia tenuialis - törtvonalas karcsúbagoly
- Hipoepa fractalis - zegzugos karcsúbagoly
- Hypena crassalis - barnafoltú karcsúbagoly
- Hypena obesalis - nagy karcsúbagoly
- Hypena proboscidalis - ormányos karcsúbagoly
- Hypena rostralis - közönséges karcsúbagoly
- Hypenodes humidalis - lápi karcsúbagoly
- Hypenodes pannonica - pannon karcsúbagoly    50 000 Ft
- Hyphantria cunea - amerikai fehérmedvelepke
- Hyphoraia aulica - barna medvelepke
- Idia calvaria - mozaikbagoly    5000 Ft
- Laelia coenosa - nádi szövőlepke
- Laspeyria flexula - csipkés zuzmóbagoly
- Leucoma salicis - fűzfaszövő
- Lithosia quadra - négypettyes zuzmószövő
- Lygephila craccae - bükkönybagoly
- Lygephila ludicra - keskenyszárnyú csüdfűbagoly    50 000 Ft
- Lygephila lusoria - nagy csüdfűbagoly
- Lygephila pastinum - közönséges csüdfűbagoly
- Lygephila procax - fekete csüdfűbagoly
- Lygephila viciae - halovány csüdfűbagoly
- Lymantria dispar - gyapjaslepke
- Lymantria monacha - apácalepke
- Macrochilo cribrumalis - csontszínű karcsúbagoly
- Metachrostis dardouini - apró liliombagoly    10 000 Ft
- Miltochrista miniata - piros medvelepke
- Minucia lunaris - nagy foltosbagoly
- Nudaria mundana - csupasz medvelepke    10 000 Ft
- Ocneria rubea - rőt gyapjaslepke    10 000 Ft
- Ocnogyna parasita - csonkaszárnyú medvelepke    50 000 Ft
- Odice arcuinna	- íveltsávú bagoly    10 000 Ft
- Orectis proboscidata - törékeny avarbagoly
- Orgyia antiqua - rozsdabarna kisszövő
- Orgyia antiquoides intermedia - magyar kisszövő
- Orgyia recens - tarka kisszövő
- Paidia rica - májmoha-medvelepke	10 000 Ft
- Paracolax tristalis - sárgás karcsúbagoly
- Parascotia fuliginaria - füstös mohabagoly
- Parasemia plantaginis - útifű-medvelepke    10 000 Ft
- Pechipogo plumigeralis - tollascsápú karcsúbagoly
- Pechipogo strigilata - hosszúcsápú karcsúbagoly
- Pelosia muscerda - hamvas algaszövő
- Pelosia obtusa - lápi algaszövő
- Penthophera morio - réti gyapjaslepke
- Pericallia matronula - óriás medvelepke    100 000 Ft
- Phragmatobia fuliginosa - füstös medvelepke
- Phytometra viridaria - pirossávos apróbagoly
- Polypogon gryphalis - láperdei karcsúbagoly    5000 Ft
- Polypogon tentacularia - sötétaljú karcsúbagoly
- Prodotis stolida - déli övesbagoly
- Rhyparia purpurata - bíborszínű medvelepke
- Rhyparioides metelkana - Metelka-medvelepke    250 000 Ft
- Rivula sericealis - selymes karcsúbagoly
- Schrankia costaestrigalis - keskenyszárnyú karcsúbagoly
- Schrankia taenialis - erdőlakó karcsúbagoly
- Scoliopteryx libatrix - vörös csipkésbagoly
- Setina irrorella - nagy algaszövő
- Setina roscida - sárga algaszövő
- Simplicia rectalis - tölgy-karcsúbagoly
- Sphrageidus similis - sárgafarú szövő
- Spilarctia lutea - sárgás medvelepke
- Spilosoma lubricipedum - tejszínű medvelepke
- Spilosoma urticae - hószínű medvelepke
- Spiris striata - csíkos molyszövő
- Thumatha senex - mocsári medvelepke
- Trisateles emortualis - fehérsávos karcsúbagoly
- Tyria jacobaeae - jakabfűlepke    5000 Ft
- Utetheisa pulchella - vérpettyes medvelepke
- Watsonarctia deserta - pusztai medvelepke
- Zanclognatha lunalis - pelyheslábú karcsúbagoly
- Zanclognatha zelleralis - csipkéssávú karcsúbagoly

## Euteliidae (redősszárnyú bagolylepkék)
- Eutelia adulatrix - cserszömörcebagoly

## Geometridae (araszolólepkék)

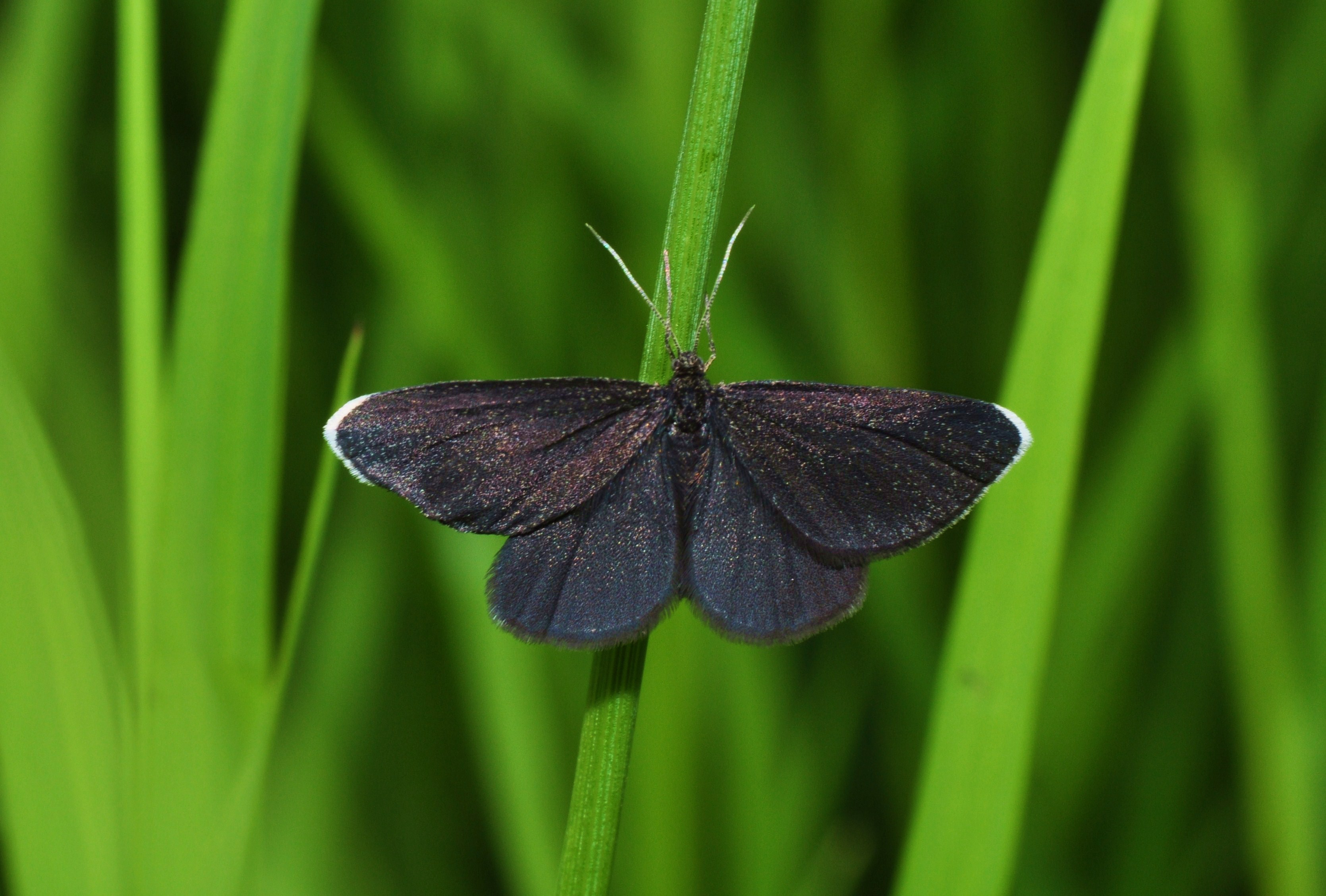
Fekete araszoló

- Abraxas grossulariata - köszmétearaszoló
- Abraxas sylvata - sárgafoltos araszoló
- Acasis appensata - békabogyó-araszoló    10 000 Ft
- Acasis viretata - tündérfürt-araszoló
- Aethalura punctulata - szürke égeraraszoló
- Agriopis aurantiaria - aranysárga téliaraszoló
- Agriopis bajaria - kökény-téliaraszoló
- Agriopis leucophaearia - tölgy-tavasziaraszoló
- Agriopis marginaria - sárgás tavasziaraszoló
- Alcis deversata - hegyi faaraszoló
- Alcis jubata - zuzmórágó faaraszoló
- Alcis repandata - foltos faaraszoló
- Alsophila aceraria	- juhararaszoló
- Alsophila aescularia - vadgesztenye-araszoló
- Angerona prunaria - sárga kökényaraszoló
- Anticlea derivata - vadrózsa-tarkaaraszoló
- Anticollix sparsata - csipkés lizinkaaraszoló
- Apeira syringaria - orgonaaraszoló
- Aplasta ononaria - iglicearaszoló
- Aplocera efformata - hamuszínű csíkosaraszoló
- Aplocera plagiata - szürke csíkosaraszoló
- Aplocera praeformata - hegyi csíkosaraszoló
- Apocheima hispidaria - borzas tavasziaraszoló
- Apocheima pilosaria - zöldes tavasziaraszoló
- Archiearis notha - vörhenyes nappaliaraszoló    5000 Ft
- Archiearis parthenias - nagy nappaliaraszoló    10 000 Ft
- Archiearis puella - kis nappaliaraszoló    5000 Ft
- Arichanna melanaria - tőzegáfonya-araszoló    10 000 Ft
- Artiora evonymaria - kecskerágó-araszoló
- Ascotis selenaria - holdas faaraszoló
- Aspitates gilvaria - zanótaraszoló
- Asthena albulata - gyertyán-fehéraraszoló
- Asthena anseraria - som-fehéraraszoló
- Biston betularia - szürke pettyesaraszoló
- Biston strataria - barna pettyesaraszoló
- Bupalus piniaria - fenyőaraszoló
- Cabera exanthemata - pettyes égeraraszoló
- Cabera pusaria - fehér égeraraszoló
- Campaea honoraria - vörhenyes tölgyaraszoló
- Campaea margaritaria - gyöngyházfényű araszoló
- Camptogramma bilineata - kétvonalas sávosaraszoló
- Camptogramma scripturata - vonalkás hegyiaraszoló    10 000 Ft
- Cataclysme riguata - hullámos araszoló
- Catarhoe cuculata - csuklyás tarkaaraszoló
- Catarhoe rubidata - piros tarkaaraszoló
- Cepphis advenaria - okkerfehér sávosaraszoló
- Chariaspilates formosaria - pompás lápiaraszoló    10 000 Ft
- Charissa ambiguata - havasi sziklaaraszoló    10 000 Ft
- Charissa obscurata - sötét sziklaaraszoló
- Charissa pullata - mészkő-sziklaaraszoló    5000 Ft
- Charissa supinaria intermedia - változó sziklaaraszoló    50 000 Ft
- Charissa variegata - tarka sziklaaraszoló    50 000 Ft
- Chesias legatella - szürkés zanótaraszoló    10 000 Ft
- Chesias rufata - vöröses zanótaraszoló   10 000 Ft
- Chiasmia clathrata - rácsos rétiaraszoló
- Chlorissa cloraria - barnaszélű zöldaraszoló
- Chlorissa viridata - sárgaszélű zöldaraszoló
- Chloroclysta miata - zöldes hegyiaraszoló
- Chloroclysta siterata - változékony zöldaraszoló
- Chloroclystis v-ata - zöldes törpearaszoló
- Chondrosoma fiduciaria - magyar ősziaraszoló    100 000 Ft
- Cidaria fulvata - rózsaaraszoló
- Cleora cinctaria - körfoltos faaraszoló
- Cleorodes lichenaria - fazuzmó-araszoló
- Coenocalpe lapidata - agyagszínű iszalagaraszoló     10 000 Ft
- Coenotephria salicata - szürkés fűzfaaraszoló
- Colostygia olivata - olajzöld levélaraszoló
- Colostygia pectinataria - zöld levélaraszoló
- Colotois pennaria - tollascsápú araszoló
- Comibaena bajularia - foltos zöldaraszoló
- Cosmorhoe ocellata - szemes galajaraszoló
- Costaconvexa polygrammata - soksávú araszoló
- Crocallis elinguaria - sárga sávosaraszoló
- Crocallis tusciaria - barna sávosaraszoló
- Cyclophora albiocellaria - juhar-pettyesaraszoló
- Cyclophora albipunctata - nyír-pettyesaraszoló
- Cyclophora annularia - gyűrűs pettyesaraszoló
- Cyclophora linearia - vonalas pettyesaraszoló
- Cyclophora pendularia - fűzfa-pettyesaraszoló
- Cyclophora porata - körös pettyesaraszoló
- Cyclophora punctaria - sávos pettyesaraszoló
- Cyclophora puppillaria - déli pettyesaraszoló
- Cyclophora quercimontaria - tölgy-pettyesaraszoló
- Cyclophora ruficiliaria - vörösrojtú pettyesaraszoló
- Cyclophora suppunctaria - szemcsés pettyesaraszoló
- Deileptenia ribeata - fenyőrágó faaraszoló
- Dyscia conspersaria - sziklaüröm-araszoló    5000 Ft
- Dysstroma citrata - barnafoltos hegyiaraszoló
- Dysstroma truncata - változékony hegyiaraszoló
- Earophila badiata - csipkerózsa-araszoló
- Ecliptopera capitata - nebáncsvirág-tarkaaraszoló
- Ecliptopera silaceata - barna tarkaaraszoló
- Ectropis crepuscularia - avararaszoló
- Eilicrinia cordiaria - fehér fűzfaaraszoló
- Eilicrinia trinotata - háromjegyű araszoló
- Electrophaes corylata - mogyoró-araszoló
- Elophos serotinaria - sárgásszürke sziklaaraszoló
- Elophos vittaria mendicaria - barnás sziklaaraszoló
- Ematurga atomaria - barna rétiaraszoló
- Ennomos alniaria - égerfa-levélaraszoló
- Ennomos autumnaria - őszi levélaraszoló
- Ennomos erosaria - hársfa-levélaraszoló
- Ennomos fuscantaria - kőrisfa-levélaraszoló
- Ennomos quercaria - molyhostölgy-levélaraszoló    5000 Ft
- Ennomos quercinaria - nyári levélaraszoló
- Entephria caesiata - szürke hegyiaraszoló     10 000 Ft
- Entephria cyanata gerennae - bükki hegyiaraszoló    100 000 Ft
- Epione repandaria - narancsszínű csücskösaraszoló
- Epione vespertaria - vörhenyes csücskösaraszoló
- Epirranthis diversata - rezgőnyár-araszoló    50 000 Ft
- Epirrhoe alternata - galaj-tarkaaraszoló
- Epirrhoe galiata - sávos galajaraszoló
- Epirrhoe hastulata - nyíljegyes tarkaaraszoló
- Epirrhoe molluginata - szürke galajaraszoló
- Epirrhoe pupillata - szemes tarkaaraszoló
- Epirrhoe rivata - ékfoltos tarkaaraszoló
- Epirrhoe tristata - gyászos tarkaaraszoló
- Epirrita autumnata - ezüstös ősziaraszoló
- Epirrita christyi - kis ősziaraszoló
- Epirrita dilutata - szürke ősziaraszoló
- Erannis ankeraria - Anker-araszoló    100 000 Ft
- Erannis defoliaria - nagy téliaraszoló
- Euchoeca nebulata - barnás égeraraszoló
- Eucrostes indigenata - homoki zöldaraszoló    10 000 Ft
- Eulithis mellinata - sárga ribiszkearaszoló
- Eulithis populata - áfonya-tarkaaraszoló
- Eulithis prunata - kökény-tarkaaraszoló
- Eulithis testata - rezgőnyár-tarkaaraszoló
- Eumannia lepraria - sávos zuzmóaraszoló    10 000 Ft
- Euphyia biangulata - szegletes tarkaaraszoló
- Euphyia frustata - zöld tarkaaraszoló
- Euphyia unangulata - fogassávú tarkaaraszoló
- Eupithecia abbreviata - tavaszi törpearaszoló
- Eupithecia abietaria - fenyő-törpearaszoló
- Eupithecia absinthiata - üröm-törpearaszoló
- Eupithecia actaeata - békabogyó-törpearaszoló    10 000 Ft
- Eupithecia addictata - borkóró-törpearaszoló
- Eupithecia alliaria - vékonysávú törpearaszoló
- Eupithecia analoga europaea - csőrös törpearaszoló
- Eupithecia assimilata - komló-törpearaszoló
- Eupithecia breviculata - sötéttövű törpearaszoló
- Eupithecia cauchiata - csíkos törpearaszoló
- Eupithecia centaureata - búzavirág-törpearaszoló
- Eupithecia cretaceata fenestrata Magyarországi stabil populációja nem bizonyított.
- Eupithecia denotata - harangvirág-törpearaszoló
- Eupithecia denticulata - sárgásszürke törpearaszoló    5000 Ft
- Eupithecia distinctaria - kakukkfű-törpearaszoló
- Eupithecia dodoneata - tölgy-törpearaszoló
- Eupithecia egenaria - hársfa-törpearaszoló
- Eupithecia ericeata - feketefenyő-törpearaszoló
- Eupithecia exiguata - sugaras törpearaszoló
- Eupithecia expallidata - ritka törpearaszoló
- Eupithecia extraversaria - keskenyfoltú törpearaszoló
- Eupithecia extremata - pompás törpearaszoló
- Eupithecia gemellata - hullámos törpearaszoló
- Eupithecia goossensiata Magyarországi stabil populációja nem bizonyított.
- Eupithecia graphata - hangyabogáncs-törpearaszoló    5000 Ft
- Eupithecia gueneata - téglavörös törpearaszoló
- Eupithecia haworthiata - rozsdástestű törpearaszoló
- Eupithecia icterata - rozsdafoltos törpearaszoló
- Eupithecia immundata - egyszínű törpearaszoló
- Eupithecia impurata - szürkemintás törpearaszoló
- Eupithecia indigata - erdeifenyő-törpearaszoló
- Eupithecia innotata - hegyesszárnyú törpearaszoló
- Eupithecia insigniata - foltos törpearaszoló
- Eupithecia intricata -	boróka-törpearaszoló
- Eupithecia inturbata - juhar-törpearaszoló
- Eupithecia irriguata - világos törpearaszoló
- Eupithecia lanceata - világosbarna törpearaszoló
- Eupithecia laquaearia - szemvidító-törpearaszoló
- Eupithecia lariciata - vörösfenyő-törpearaszoló
- Eupithecia linariata - vonalas törpearaszoló
- Eupithecia millefoliata - cickafark-törpearaszoló
- Eupithecia nanata - keskenyszárnyú törpearaszoló
- Eupithecia ochridata - mezeiüröm-törpearaszoló
- Eupithecia orphnata - kockásrojtú törpearaszoló
- Eupithecia oxycedrata - vörösboróka-törpearaszoló	Magyarországi stabil populációja nem bizonyított.
- Eupithecia pauxillaria - fogfű-törpearaszoló
- Eupithecia pernotata - pitypang-törpearaszoló Magyarországi stabil populációja nem bizonyított.
- Eupithecia pimpinellata - földitömjén-törpearaszoló
- Eupithecia plumbeolata - ólomszínű törpearaszoló
- Eupithecia pulchellata - gyűszűvirág-törpearaszoló
- Eupithecia pusillata - fenyves törpearaszoló
- Eupithecia pygmaeata - apró törpearaszoló
- Eupithecia pyreneata - vörössávos törpearaszoló
- Eupithecia satyrata - hegyi törpearaszoló
- Eupithecia schiefereri - korai mécsvirág-törpearaszoló	Magyarországi stabil populációja nem bizonyított.
- Eupithecia selinata - lápi törpearaszoló
- Eupithecia semigraphata - rajzos törpearaszoló
- Eupithecia silenata Magyarországi stabil populációja nem bizonyított.
- Eupithecia silenicolata zengoensis - habszegfű-törpearaszoló
- Eupithecia simpliciata - kerekszárnyú törpearaszoló
- Eupithecia sinuosaria - barnasávos törpearaszoló
- Eupithecia spadiceata - keleti törpearaszoló
- Eupithecia subfuscata - magaskórós törpearaszoló
- Eupithecia subumbrata - barnagyűrűs törpearaszoló
- Eupithecia succenturiata - tarka törpearaszoló
- Eupithecia tantillaria - feketepontú törpearaszoló
- Eupithecia tenuiata - sötétszegélyű törpearaszoló
- Eupithecia thalictrata Magyarországi stabil populációja nem bizonyított.
- Eupithecia tripunctaria - fehérpontos törpearaszoló
- Eupithecia trisignaria - háromfoltos törpearaszoló
- Eupithecia undata  Magyarországi stabil populációja nem bizonyított.
- Eupithecia unedonata Magyarországi stabil populációja nem bizonyított.
- Eupithecia valerianata - macskagyökér-törpearaszoló
- Eupithecia venosata - mécsvirág-törpearaszoló
- Eupithecia veratraria - zászpa-törpearaszoló
- Eupithecia virgaureata - aranyvessző-törpearaszoló
- Eupithecia vulgata - közönséges törpearaszoló
- Eustroma reticulata - hálózatos tarkaaraszoló
- Fagivorina arenaria -	bükkfaaraszoló
- Gagitodes sagittata - nyílfoltos tarkaaraszoló    10 000 Ft
- Gandaritis pyraliata - sárga galajaraszoló
- Geometra papilionaria - nagy zöldaraszoló
- Gnophos furvata - nagy sziklaaraszoló
- Gnophos obfuscata - szemcsés sziklaaraszoló
- Gymnoscelis rufifasciata - vöröscsíkos törpearaszoló
- Heliomata glarearia - bőrszínű araszoló
- Hemistola chrysoprasaria - kékes zöldaraszoló
- Hemithea aestivaria - nyír-zöldaraszoló
- Horisme aquata - kis iszalagaraszoló
- Horisme corticata - barna iszalagaraszoló
- Horisme radicaria - csúcsfoltos iszalagaraszoló
- Horisme tersata - fakó iszalagaraszoló
- Horisme vitalbata - tarka iszalagaraszoló
- Hydrelia flammeolaria - narancssárga araszoló
- Hydrelia sylvata - havasi lápiaraszoló    5000 Ft
- Hydria cervinalis - őzbarna araszoló
- Hydria undulata - hullámvonalas araszoló     5000 Ft
- Hydriomena furcata - változékony tarkaaraszoló
- Hydriomena impluviata - égerfa-araszoló
- Hylaea fasciaria - erdeifenyő-sávosaraszoló
- Hypomecis punctinalis - pettyes faaraszoló
- Hypomecis roboraria - nagy tölgyfaaraszoló
- Hypoxystis pluviaria - hegyesszárnyú lápiaraszoló
- Idaea aureolaria - aranysárga apróaraszoló
- Idaea aversata - nagy sávosaraszoló
- Idaea biselata - mocsári apróaraszoló
- Idaea degeneraria - sötéttövű sávosaraszoló
- Idaea deversaria - egyszínű sávosaraszoló
- Idaea dilutaria - napvirág-apróaraszoló
- Idaea dimidiata - gyakori apróaraszoló
- Idaea elongaria pecharia - magyar apróaraszoló
- Idaea emarginata - csipkés sávosaraszoló
- Idaea filicata - sötéttövű apróaraszoló
- Idaea fuscovenosa - szürkeszélű apróaraszoló
- Idaea humiliata - vörösszélű apróaraszoló
- Idaea inquinata - mintás apróaraszoló
- Idaea laevigata - sötétfoltos apróaraszoló
- Idaea moniliata - gyöngyös apróaraszoló
- Idaea muricata - mocsári pirosaraszoló
- Idaea nitidata - csillogó sávosaraszoló
- Idaea obsoletaria rufularia - sárgás apróaraszoló
- Idaea ochrata - okkerszínű sávosaraszoló
- Idaea pallidata - sárgacsíkos apróaraszoló
- Idaea politaria - vonalas apróaraszoló
- Idaea rubraria - vörössávos araszoló
- Idaea rufaria - vörhenyes sávosaraszoló
- Idaea rusticata - tarka apróaraszoló
- Idaea seriata - szürke apróaraszoló
- Idaea sericeata - selymes sávosaraszoló
- Idaea serpentata - kis sávosaraszoló
- Idaea straminata - szalmaszínű sávosaraszoló
- Idaea subsericeata - ötvonalas apróaraszoló
- Idaea sylvestraria - barnásszürke apróaraszoló
- Idaea trigeminata - csúcsfoltos apróaraszoló
- Isturgia roraria - hegyi rekettyearaszoló
- Jodis lactearia - fehéres zöldaraszoló
- Jodis putata - zöldes áfonyaaraszoló
- Lampropteryx suffumata - füstös araszoló
- Larentia clavaria - nagy mályvaaraszoló    5000 Ft
- Ligdia adustata - barna levélaraszoló
- Lignyoptera fumidaria - füstös ősziaraszoló    100 000 Ft
- Lithostege farinata - ezüstfehér araszoló
- Lithostege griseata - szürke araszoló
- Lobophora halterata - szárnyfüggelékes araszoló
- Lomaspilis marginata - szegélyes nyárfaaraszoló
- Lomaspilis opis - szegélyes nyírfaaraszoló
- Lomographa bimaculata - kétpontos fehéraraszoló
- Lomographa temerata - foltos fehéraraszoló
- Lycia hirtaria - közönséges tavasziaraszoló
- Lycia pomonaria - hárs-tavasziaraszoló
- Lycia zonaria - öves tavasziaraszoló
- Lythria cruentaria - bíborcsíkos araszoló
- Lythria purpuraria - bíborsávos araszoló
- Macaria alternata - közönséges szürkearaszoló
- Macaria artesiaria - ibolyásszürke araszoló
- Macaria brunneata - okkermintás hegyiaraszoló
- Macaria liturata - rozsdasávos szürkearaszoló
- Macaria notata - foltos szürkearaszoló
- Macaria signaria - fenyves szürkearaszoló
- Macaria wauaria - szürke ribiszkearaszoló
- Melanthia procellata - hullámos tarkaaraszoló
- Mesoleuca albicillata - tarka fűzfaaraszoló
- Mesotype didymata - sötétfoltos araszoló    50 000 Ft
- Mesotype parallelolineata - kétvonalas araszoló
- Minoa murinata - kutyatej-araszoló
- Narraga fasciolaria - kis ürömaraszoló
- Narraga tessularia - sziki tarkaaraszoló
- Nothocasis sertata - hegyijuhar-araszoló
- Nychiodes obscuraria - délvidéki füstösaraszoló
- Odezia atrata - fekete araszoló   10 000 Ft
- Odontognophos dumetata - csücskös sziklaaraszoló    5000 Ft
- Odontopera bidentata - barna csipkésaraszoló
- Operophtera brumata - kis téliaraszoló
- Operophtera fagata - fakó téliaraszoló
- Opisthograptis luteolata - citromsárga araszoló
- Orthonama obstipata - vándoraraszoló
- Orthonama vittata - lápi galajaraszoló
- Orthostixis cribraria - pettyes fehéraraszoló    50 000 Ft
- Ourapteryx sambucaria - fecskefarkú araszoló
- Pachycnemia hippocastanaria - csarabos-szürkearaszoló
- Paraboarmia viertlii - magyar faaraszoló     5000 Ft
- Paradarisa consonaria - szélesfoltú faaraszoló
- Parectropis similaria - barnás zuzmóaraszoló
- Pareulype berberata - sóskafa-tarkaaraszoló
- Pasiphila chloerata - hamvas törpearaszoló
- Pasiphila debiliata - áfonya-törpearaszoló
- Pasiphila rectangulata - almavirág-araszoló
- Pelurga comitata - nagy tarkaaraszoló
- Pennithera firmata - rozsdabarna fenyőaraszoló
- Perconia strigillaria - fehérszárnyú aranyaraszoló    10 000 Ft
- Peribatodes rhomboidaria - ékköves faaraszoló
- Peribatodes secundaria - fenyő-faaraszoló
- Peribatodes umbraria - fagyal-faaraszoló    5000 Ft
- Perizoma affinitata - mécsvirág-araszoló
- Perizoma albulata - kakascímer-araszoló
- Perizoma alchemillata - árvacsalán-araszoló
- Perizoma bifaciata - fogfű-araszoló
- Perizoma blandiata - szürkefoltos araszoló
- Perizoma flavofasciata - sárgasávos fehéraraszoló
- Perizoma hydrata - habszegfű-araszoló
- Perizoma lugdunaria - rövidsávos araszoló
- Perizoma minorata - szemvidító-araszoló    10 000 Ft
- Petrophora chlorosata - páfrányaraszoló
- Phaiogramma etruscaria - fehérpettyes zöldaraszoló
- Phibalapteryx virgata - sárgásszürke galajaraszoló
- Philereme transversata - varjútövis-araszoló
- Philereme vetulata - levélsodró araszoló
- Phyllometra culminaria - csüngőaraszoló    100 000 Ft
- Plagodis dolabraria - baltaszárnyú araszoló
- Plagodis pulveraria - szemcsés araszoló
- Plemyria rubiginata - barnafoltos fehéraraszoló
- Pseudopanthera macularia - párducfoltos araszoló
- Pseudoterpna pruinata - hamvas zöldaraszoló
- Pterapherapteryx sexalata - fűz-lebenyesaraszoló
- Pungeleria capreolaria - hegyi szemcsésaraszoló
- Rheumaptera hastata - dárdamintás tarkaaraszoló
- Rhodometra sacraria - vöröscsíkos vándoraraszoló
- Rhodostrophia vibicaria - pirosszélű araszoló
- Schistostege decussata - hálós rétiaraszoló    50 000 Ft
- Scopula caricaria - mocsári fehéraraszoló
- Scopula corrivalaria - lápi apróaraszoló
- Scopula decorata - tarka fehéraraszoló
- Scopula flaccidaria - alföldi sávosaraszoló
- Scopula floslactata - tejfehér sávosaraszoló
- Scopula immorata - réti sávosaraszoló
- Scopula immutata - réti fehéraraszoló
- Scopula incanata - hamvas sávosaraszoló
- Scopula marginepunctata - pettyes sávosaraszoló
- Scopula nemoraria - hegyi fehéraraszoló    10 000 Ft
- Scopula nigropunctata - feketepettyes araszoló
- Scopula ornata - díszes fehéraraszoló
- Scopula rubiginata - réti pirosaraszoló
- Scopula subpunctaria - törtvonalas sávosaraszoló
- Scopula umbelaria - szürkepettyes sávosaraszoló
- Scopula virgulata - vesszős sávosaraszoló
- Scotopteryx bipunctaria - lóhere-araszoló
- Scotopteryx chenopodiata - libatop-araszoló
- Scotopteryx coarctaria - vonalkás araszoló
- Scotopteryx ignorata - acélszürke araszoló
- Scotopteryx luridata - ólomszürke araszoló
- Scotopteryx moeniata - sötétsávos araszoló
- Scotopteryx mucronata - agyagszürke araszoló
- Selenia dentaria - kétfoltos holdasaraszoló
- Selenia lunularia - egyfoltos holdasaraszoló
- Selenia tetralunaria - négyfoltos holdasaraszoló
- Selidosema plumaria - fésűs barnaaraszoló
- Siona lineata - vonalas fehéraraszoló
- Spargania luctuata - derécearaszoló
- Stegania cararia - gyűrűs nyáraraszoló
- Stegania dilectaria - fehérnyár-araszoló
- Synopsia sociaria - ürömaraszoló
- Tephrina arenacearia - lucerna-araszoló
- Tephrina murinaria - egérszínű araszoló
- Tephronia sepiaria - sötét zuzmóaraszoló
- Thalera fimbrialis - csipkésszélű zöldaraszoló
- Thera britannica - jegenyefenyő-araszoló
- Thera cognata - sötétsávos fenyőaraszoló
- Thera juniperata - őszi borókaaraszoló
- Thera obeliscata - gesztenyeszínű fenyőaraszoló
- Thera variata - változékony fenyőaraszoló
- Thera vetustata - lucfenyő-araszoló
- Therapis flavicaria - foltosszélű araszoló
- Theria rupicapraria - tavaszi kökényaraszoló
- Thetidia smaragdaria - smaragd-zöldaraszoló
- Timandra comae - piroscsíkos csipkésaraszoló
- Trichopteryx carpinata - nyírfa-lebenyesaraszoló
- Trichopteryx polycommata - kőrisfa-lebenyesaraszoló
- Triphosa dubitata - kutyabenge-araszoló
- Venusia blomeri - hegyiszilfa-araszoló    10 000 Ft
- Xanthorhoe biriviata - kétsávos tarkaaraszoló
- Xanthorhoe designata - barnás tarkaaraszoló
- Xanthorhoe ferrugata - kerti tarkaaraszoló
- Xanthorhoe fluctuata - közönséges tarkaaraszoló
- Xanthorhoe montanata - hegyi tarkaaraszoló
- Xanthorhoe quadrifasiata - négysávos tarkaaraszoló
- Xanthorhoe spadicearia - lilasávos tarkaaraszoló

## Hesperiidae (busalepkék)

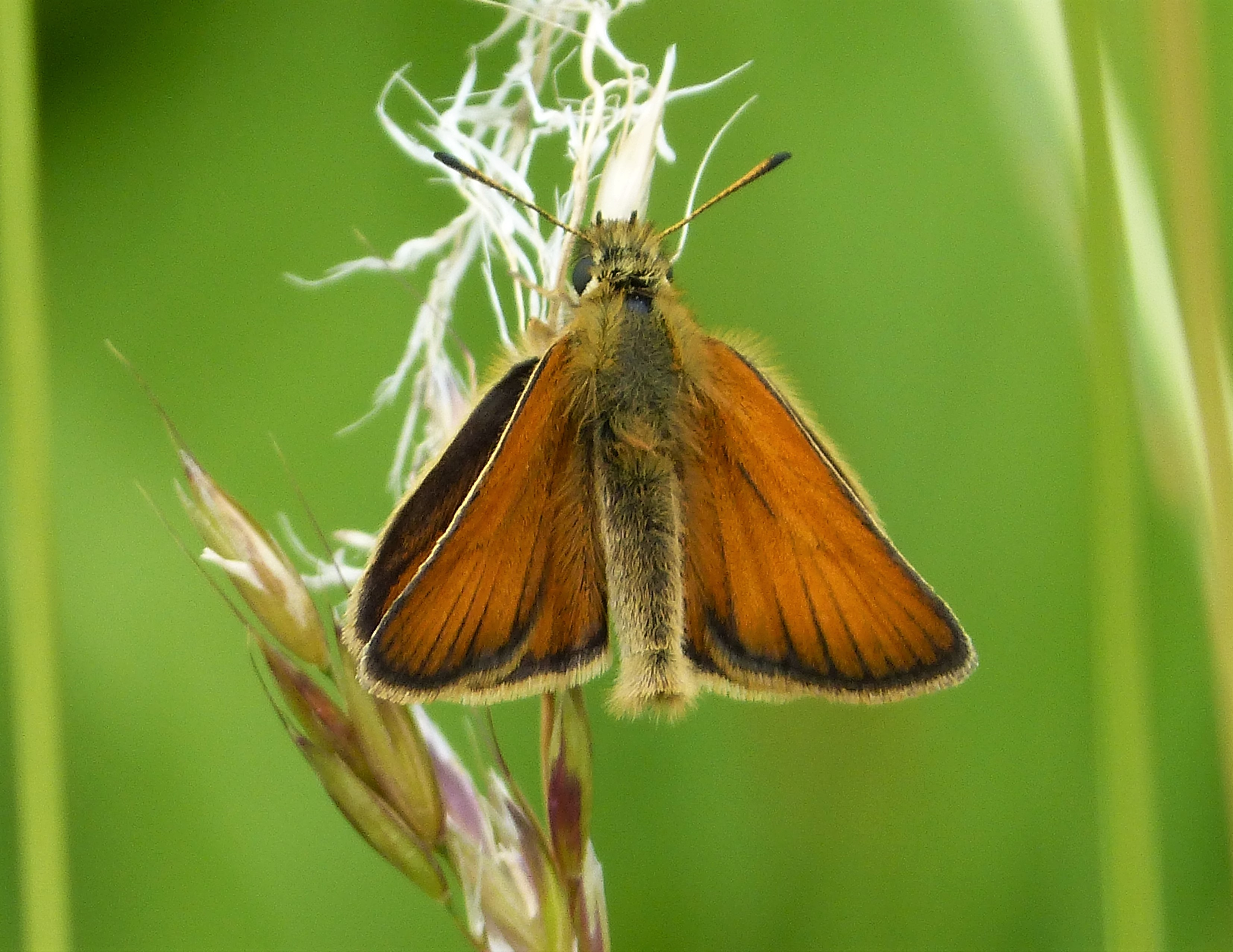
Vonalas busalepke

- Carcharodus alceae - mályva-busalepke
- Carcharodus floccifera - pemetefű-busalepke
- Carcharodus lavatherae - tisztesfű-busalepke    50 000 Ft
- Carterocephalus palaemon - kockás busalepke
- Erynnis tages - cigánylepke
- Hesperia comma - vesszős busalepke
- Heteropterus morpheus - tükrös busalepke   10 000 Ft
- Ochlodes sylvanus - erdei busalepke
- Pyrgus alveus - hegyi busalepke   10 000 Ft
- Pyrgus armoricanus - feles busalepke
- Pyrgus carthami - nagy busalepke
- Pyrgus malvae - kis busalepke
- Pyrgus serratulae - homályos busalepke   10 000 Ft
- Spialia orbifer - kerekfoltú törpebusalepke   10 000 Ft
- Spialia sertorius - fahéjfonákú törpebusalepke   10 000 Ft
- Thymelicus acteon - csíkos busalepke   10 000 Ft
- Thymelicus lineola - vonalas busalepke
- Thymelicus sylvestris - barna busalepke

## Lasiocampidae (szövőlepkék)

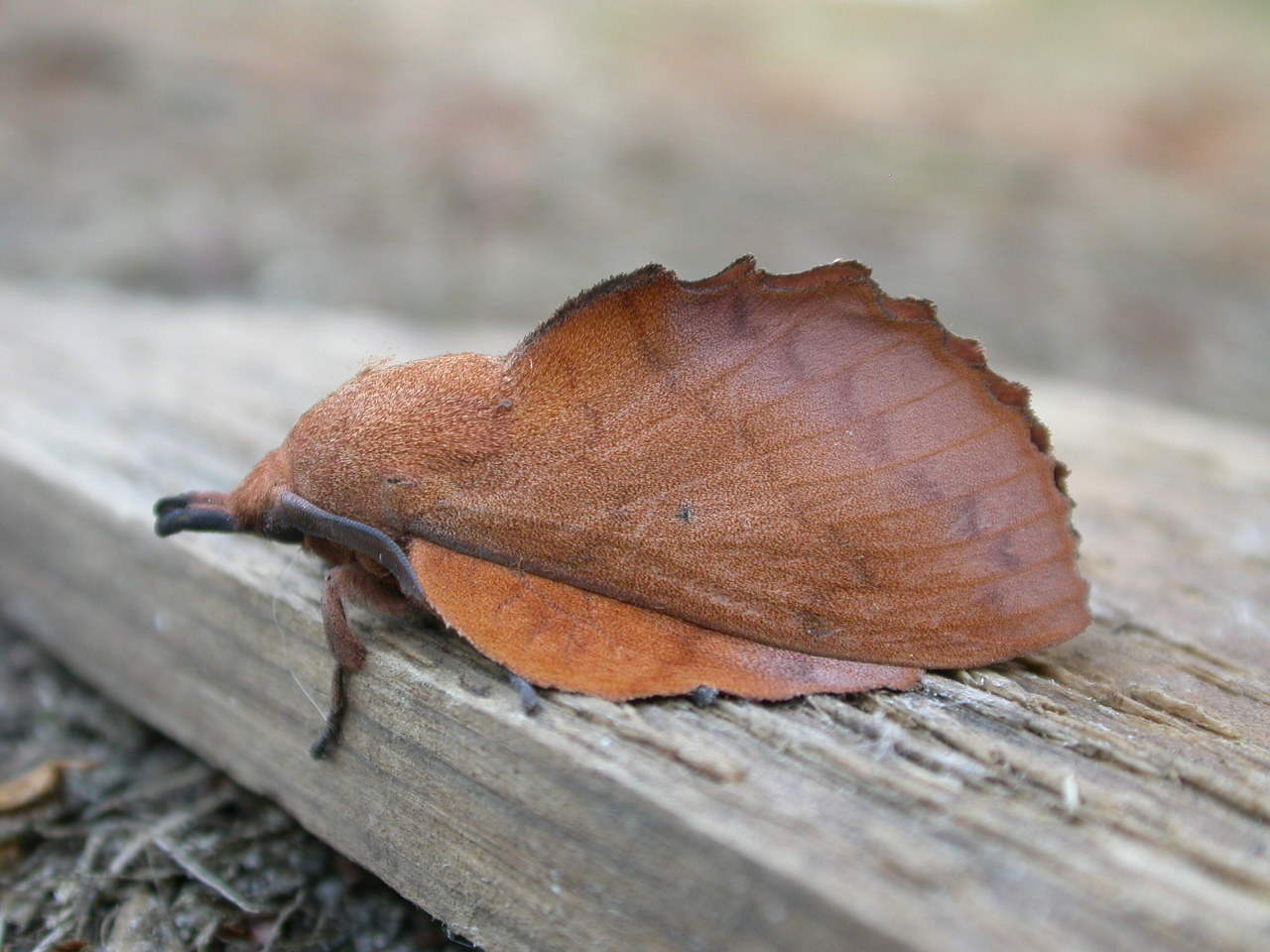
Tölgylevélpohók

- Cosmotriche lobulina - holdfoltos pohók
- Dendrolimus pini - fenyőpohók
- Eriogaster catax - sárga gyapjasszövő   50 000 Ft
- Eriogaster lanestris - tavaszi gyapjasszövő   10 000 Ft
- Eriogaster rimicola - vörhenyes gyapjasszövő   10 000 Ft
- Euthrix potatoria - szomjas pohók
- Gastropacha populifolia - sárga pohók
- Gastropacha quercifolia - tölgylevélpohók
- Lasiocampa quercus - tölgyfapohók
- Lasiocampa trifolii - lóherepohók
- Macrothylacia rubi - málnapohók
- Malacosoma castrensis - kutyatejpohók
- Malacosoma neustria - gyűrűs pohók
- Odonestis pruni - szilvafapohók
- Phyllodesma ilicifolia - cserlevélpohók   10 000 Ft
- Phyllodesma tremulifolia - nyárlevélpohók
- Poecilocampa populi - nyárfapohók
- Trichiura crataegi - galagonyapohók

## Lemoniidae (őszi szövők)
- Lemonia dumi - sávos szövő   10 000 Ft
- Lemonia taraxaci - pitypangszövő   10 000 Ft

## Lycaenidae (boglárkalepke-félék)

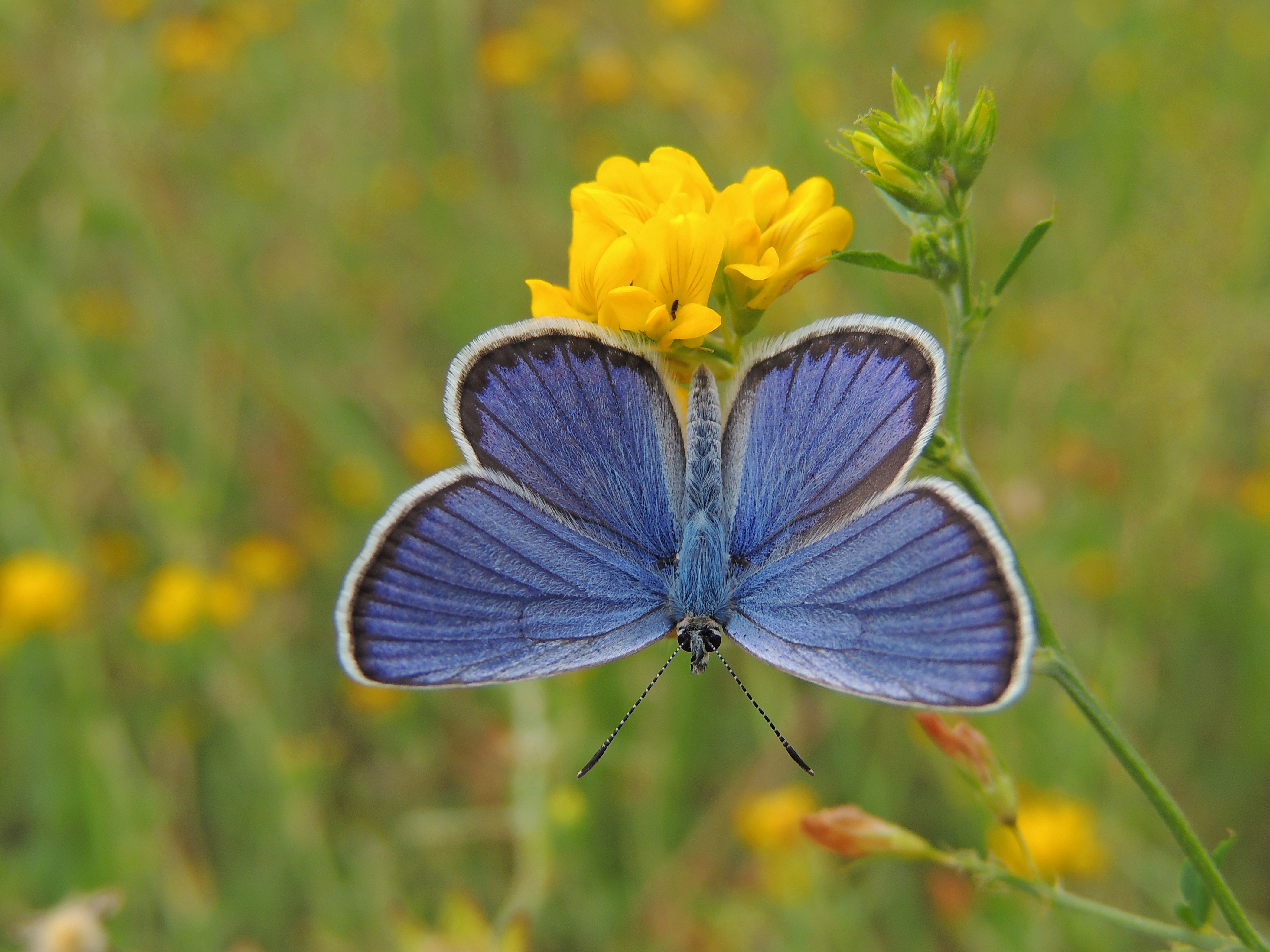
Tintakék boglárka

- Aricia agestis - szerecsenboglárka   5000 Ft
- Aricia artaxerxes issekutzi - bükki boglárka   50 000 Ft
- Aricia eumedon - gólyaorrboglárka   10 000 Ft
- Callophrys rubi - zöldfonákú lepke
- Celastrina argiolus - bengeboglárka
- Cupido alcetas - palakék boglárka   5000 Ft
- Cupido argiades - ékes boglárka
- Cupido decolorata - fakó boglárka   5000 Ft
- Cupido minimus - törpeboglárka
- Cupido osiris - hegyi boglárka   50 000 Ft
- Cyaniris semiargus - aprószemes boglárka
- Glaucopsyche alexis - nagyszemes boglárka    5000 Ft
- Iolana iolas - magyar boglárka   250 000 Ft
- Lampides boeticus - vándorboglárka
- Leptotes pirithous - déli boglárka
- Lycaena alciphron - ibolyás tűzlepke    10 000 Ft
- Lycaena dispar rutilus - nagy tűzlepke 50 000 Ft
- Lycaena hippothoe - havasi tűzlepke   50 000 Ft
- Lycaena phlaeas - közönséges tűzlepke
- Lycaena thersamon - kis tűzlepke   10 000 Ft
- Lycaena tityrus - barna tűzlepke
- Lycaena virgaureae - arany-tűzlepke
- Maculinea alcon - szürkés hangyaboglárka    50 000 Ft
- Maculinea arion - nagypöttyös hangyaboglárka   50 000 Ft
- Maculinea nausithous - sötétaljú hangyaboglárka    50 000 Ft
- Maculinea teleius - kispettyes hangyaboglárka  50 000 Ft
- Neozephyrus quercus - tölgyfa-csücsköslepke    5000 Ft
- Plebejus argus - ezüstös boglárka
- Plebejus argyrognomon - tintakék boglárka
- Plebejus idas - északi boglárka   10 000 Ft
- Plebejus sephirus - fóti boglárka   100 000 Ft
- Polyommatus admetus - bundás boglárka   10 000 Ft
- Polyommatus amandus - csillogó boglárka   10 000 Ft
- Polyommatus bellargus - égszínkék boglárka
- Polyommatus coridon - ezüstkék boglárka
- Polyommatus damon - csíkos boglárka   100 000 Ft
- Polyommatus daphnis - csipkés boglárka
- Polyommatus dorylas -	mezei boglárka    5000 Ft
- Polyommatus icarus - közönséges boglárka
- Polyommatus thersites - ibolyás boglárka   10 000 Ft
- Pseudophilotes schiffermuelleri - kisszemes boglárka    10 000 Ft
- Satyrium acaciae - törpe csücsköslepke
- Satyrium ilicis - cserfalepke   10 000 Ft
- Satyrium pruni - szilvafalepke   5000 Ft
- Satyrium spini - kökénylepke    10 000 Ft
- Satyrium w-album - w-betűs lepke   10 000 Ft
- Scolitantides orion - szemes boglárka    5000 Ft
- Thecla betulae - nyírfa-csücsköslepke    5000 Ft

## Noctuidae (bagolylepkék)

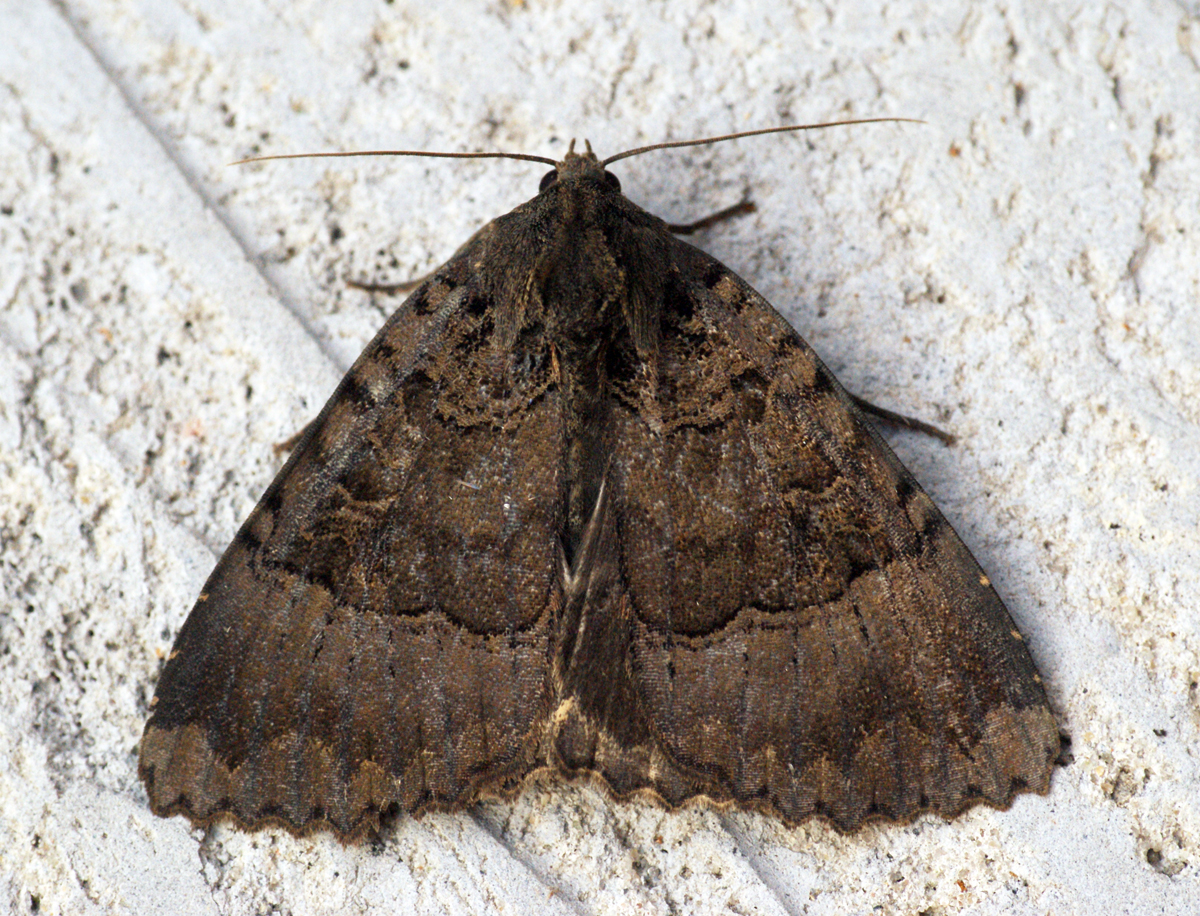
Gyászbagoly

- Abrostola agnorista - sziklalakó csalánbagoly    10 000 Ft
- Abrostola asclepiadis - vadpaprikabagoly
- Abrostola tripartita - szürketövű csalánbagoly
- Abrostola triplasia - közönséges csalánbagoly
- Acontia candefacta - parlagfű-nappalibagoly
- Acontia lucida - fehér nappalibagoly
- Acontia trabealis - zebrabagoly
- Acosmetia caliginosa - imolabagoly
- Acronicta aceris - vadgesztenye-szigonyosbagoly
- Acronicta alni - éger-szigonyosbagoly
- Acronicta auricoma - kökény-szigonyosbagoly
- Acronicta cuspis - sötétszürke szigonyosbagoly
- Acronicta euphorbiae - kutyatej-szigonyosbagoly
- Acronicta leporina - fehér szigonyosbagoly
- Acronicta megacephala - nagyfejű szigonyosbagoly
- Acronicta psi - pszi-betűs szigonyosbagoly
- Acronicta rumicis - sóska-szigonyosbagoly
- Acronicta strigosa - kis szigonyosbagoly
- Acronicta tridens - barnás szigonyosbagoly
- Actebia fugax - pusztai földibagoly    10 000 Ft
- Actebia praecox - homoki zöldbagoly    10 000 Ft
- Actinotia polyodon - nagy sugarasbagoly
- Actinotia radiosa - kis sugarasbagoly
- Aedia funesta - folyófűbagoly
- Aedia leucomelas - déli folyófűbagoly
- Aegle kaekeritziana - felemásszárnyú bagoly
- Agrochola circellaris - okkersárga őszibagoly
- Agrochola helvola - barna őszibagoly
- Agrochola humilis - olajbarna őszibagoly
- Agrochola laevis - barnásszürke őszibagoly
- Agrochola litura - tarka őszibagoly
- Agrochola lota - kecskefűz-őszibagoly
- Agrochola lychnidis - búzavirág-őszibagoly
- Agrochola macilenta - gyertyán-őszibagoly
- Agrochola nitida - rozsdabarna őszibagoly
- Agrochola ruticilla - tölgyfa-tavaszibagoly    5000Ft
- Agrotis bigramma - fésűs földibagoly
- Agrotis cinerea - szürke földibagoly
- Agrotis clavis - zömök földibagoly
- Agrotis exclamationis - felkiáltójeles földibagoly
- Agrotis ipsilon - nagy földibagoly
- Agrotis puta - sárgászöld földibagoly
- Agrotis segetum - vetési földibagoly
- Agrotis vestigialis - őszi földibagoly
- Allophyes oxyacanthae - galagonyabagoly
- Ammoconia caecimacula - szürke őszibagoly
- Amphipoea fucosa - sárgafoltos fűbagoly
- Amphipoea lucens - tőzeglápi fűbagoly    5000 Ft
- Amphipoea oculea - fehérfoltos fűbagoly
- Amphipyra berbera - rezesszárnyú zsírosbagoly
- Amphipyra cinnamomea - ritka fahéjbagoly    10 000 Ft
- Amphipyra livida - zsírfényű bagoly
- Amphipyra perflua - hegyi fahéjszínűbagoly
- Amphipyra pyramidea - fahéjszínű zsírosbagoly
- Amphipyra tetra - kis zsírfényűbagoly
- Amphipyra tragopoginis - bakszakállbagoly
- Anaplectoides prasina - zöld hegyibagoly
- Anarta myrtilli - törpe övesbagoly    50 000 Ft
- Anorthoa munda - tölgyes-barkabagoly
- Antitype chi - fehér őszibagoly
- Apamea anceps - közönséges dudvabagoly
- Apamea aquila - lápi dudvabagoly
- Apamea crenata - rozsdás dudvabagoly
- Apamea epomidion - erdei dudvabagoly
- Apamea furva - mezei dudvabagoly
- Apamea illyria - hegyi dudvabagoly
- Apamea lateritia - bíborbarna dudvabagoly
- Apamea lithoxylaea - fakó dudvabagoly
- Apamea monoglypha - nagy dudvabagoly
- Apamea oblonga - sötét dudvabagoly
- Apamea platinea - platinabagoly    10 000 Ft
- Apamea remissa - homoki dudvabagoly
- Apamea rubrirena - nagyfoltú dudvabagoly
- Apamea scolopacina - okkermintás dudvabagoly
- Apamea sordens - kalászrágó dudvabagoly
- Apamea sublustris - sárgás dudvabagoly
- Apamea syriaca tallosi - Tallós-dudvabagoly    5000 Ft
- Apamea unanimis - mocsárréti dudvabagoly
- Apaustis rupicola - szirti törpebagoly    10 000 Ft
- Aporophyla lutulenta - sziki őszibagoly
- Apterogenum ypsillon - sötétmintás fűzbagoly
- Archanara dissoluta - kis nádibagoly
- Archanara neurica - őzbarna nádibagoly
- Arenostola phragmitidis - selymes nádibagoly
- Asteroscopus sphinx - őszi bundásbagoly
- Asteroscopus syriaca decipulae - magyar bundásbagoly  100 000 Ft
- Atethmia ambusta - körtebagoly    10 000 Ft
- Atethmia centrago - bíborsávos díszbagoly
- Athetis furvula - homoki selymesbagoly
- Athetis gluteosa - kétpontos selymesbagoly
- Athetis hospes - mediterrán selymesbagoly
- Athetis lepigone - fényesszárnyú lápibagoly
- Athetis pallustris - kormos lápibagoly
- Atypha pulmonaris - tüdőfűbagoly
- Auchmis detersa - sóskaborbolyabagoly
- Autographa bractea - foltos aranybagoly    10 000 Ft
- Autographa buraetica - hegyi aranybagoly
- Autographa gamma - gammabagoly
- Autographa jota - i-betűs aranybagoly    10 000 Ft
- Autographa pulchrina - v-foltos aranybagoly
- Axylia putris - vonalkás földibagoly
- Brachionycha nubeculosa - zömök fésűsbagoly
- Brachylomia viminalis - kis fűzbagoly
- Bryophila domestica - kékfoltú zuzmóbagoly
- Bryophila ereptricula - világostövű zuzmóbagoly
- Bryophila felina - barnás zuzmóbagoly
- Bryophila raptricula - palaszínű zuzmóbagoly
- Calamia tridens - zöld fűbagoly
- Calliergis ramosa - loncbagoly
- Callopistria juventina - saspáfránybagoly
- Calophasia lunula - gyujtoványfű-apróbagoly
- Calophasia opalina - foltos fehérbagoly
- Calophasia platyptera - szürke apróbagoly
- Caradrina aspersa - szürkés selymesbagoly
- Caradrina clavipalpis - négypettyes selymesbagoly
- Caradrina gilva - ezüstszürke selymesbagoly    5000 Ft
- Caradrina kadenii - őszi selymesbagoly
- Caradrina morpheus - szulákbagoly
- Caradrina terrea - mécsvirág-selymesbagoly
- Ceramica pisi - borsóbagoly
- Cerapteryx graminis - barna fűgyökérbagoly
- Cerastis leucographa - fehérjegyes tavaszibagoly
- Cerastis rubricosa - vörhenyes tavaszibagoly
- Charanyca trigrammica - háromsávos fűbagoly
- Chersotis cuprea - rézfényű földibagoly    10 000 Ft
- Chersotis fimbriola - csillogó földibagoly    50 000 Ft
- Chersotis margaritacea - gyöngyfényű földibagoly
- Chersotis multangula - sokszögű földibagoly
- Chersotis rectangula - balkáni földibagoly
- Chilodes maritima - négyfoltos nádibagoly
- Chloantha hyperici - orbáncfű-sugarasbagoly
- Chrysodeixis chalcites - déli aranybagoly
- Cleoceris scoriacea - szürke liliombagoly
- Colocasia coryli - mogyoróbagoly
- Conisania leineri - homoki ürömbagoly
- Conisania luteago - sárgás szegfűbagoly
- Conistra erythrocephala - vörösfejű őszibagoly
- Conistra ligula - hegyesszárnyú őszibagoly
- Conistra rubiginea - vörös télibagoly
- Conistra rubiginosa - szürke télibagoly
- Conistra vaccinii - változó őszibagoly
- Conistra veronicae - veronika-őszibagoly
- Cornutiplusia circumflexa - balkáni aranybagoly
- Cosmia affinis - szürkésbarna lombbagoly
- Cosmia diffinis - díszes lombbagoly
- Cosmia pyralina - tölgyfa-lombbagoly
- Cosmia trapezina - közönséges lombbagoly
- Craniophora ligustri - fagyalbagoly
- Cryphia algae - sárgászöld zuzmóbagoly
- Cryphia fraudatricula - homoki zuzmóbagoly
- Cryphia receptricula - szürke zuzmóbagoly
- Crypsedra gemmea - fehérrajzú tarkabagoly
- Cucullia absinthii - fehérüröm-csuklyásbagoly
- Cucullia argentea - ezüstfoltos csuklyásbagoly   10 000 Ft
- Cucullia artemisiae - feketeüröm-csuklyásbagoly
- Cucullia asteris - őszirózsa-csuklyásbagoly    5000 Ft
- Cucullia balsamitae - homoki csuklyásbagoly   10 000 Ft
- Cucullia campanulae - harangvirág-csuklyásbagoly   50 000 Ft
- Cucullia chamomillae - székfű-csuklyásbagoly    5000 Ft
- Cucullia dracunculi - lilásszürke csuklyásbagoly    50 000 Ft
- Cucullia formosa - pompás csuklyásbagoly    100 000 Ft
- Cucullia fraudatrix - tarka csuklyásbagoly
- Cucullia gnaphalii - aranyvessző-csuklyásbagoly    50 000 Ft
- Cucullia lactucae - saláta-csuklyásbagoly
- Cucullia lucifuga - hamvas csuklyásbagoly   10 000 Ft
- Cucullia mixta lorica - vértesi csuklyásbagoly   100 000 Ft
- Cucullia scopariae - seprőüröm-csuklyásbagoly   10 000 Ft
- Cucullia tanaceti - vonalkás csuklyásbagoly   5000 Ft
- Cucullia umbratica - közönséges csuklyásbagoly
- Cucullia xeranthemi - vasvirág-csuklyásbagoly   10 000 Ft
- Deltote bankiana - ezüstös apróbagoly
- Deltote deceptoria - tölgyes-apróbagoly
- Deltote uncula - lápi apróbagoly
- Denticucullus pygmina - apró sásbagoly
- Diachrysia chrysitis - közönséges aranybagoly
- Diachrysia chryson - nagyfoltú aranybagoly    50 000 Ft
- Diachrysia nadeja - foltosszegélyű aranybagoly    50 000 Ft
- Diachrysia stenochrysis - sárgafényű aranybagoly
- Diachrysia zosimi - vérfű-aranybagoly    50 000 Ft
- Diarsia brunnea - rózsásszárnyú földibagoly
- Diarsia dahlii - barnáspiros földibagoly    5000 Ft
- Diarsia florida - északi gólyahírbagoly
- Diarsia mendica - pirosrojtú földibagoly
- Diarsia rubi - gólyahírbagoly
- Dichagyris candelisequa - szigonyos földibagoly   10 000 Ft
- Dichagyris flammatra - feketenyakú földibagoly
- Dichagyris forcipula - szürkésbarna földibagoly
- Dichagyris musiva - szegélyes földibagoly   10 000 Ft
- Dichagyris nigrescens - sötét földibagoly
- Dichagyris signifera - pompás földibagoly
- Dichonia aeruginea - hamvas tölgybagoly    10 000 Ft
- Dichonia convergens - őszi tölgybagoly
- Dicycla oo - sárga tölgybagoly
- Diloba caeruleocephala - őszi kékesbagoly
- Dioszeghyana schmidtii - magyar barkabagoly   100 000 Ft
- Divaena haywardi - Hayward-sárgafűbagoly    10 000 Ft
- Dryobotodes eremita - változékony tölgybagoly
- Dryobotodes monochroma - szürke tölgybagoly
- Dypterygia scabriuscula - szurokbarna bagoly
- Egira conspicillaris - változékony szürkebagoly
- Elaphria venustula - cifra lápibagoly
- Enargia abluta - szürkés lombbagoly    10 000 Ft
- Enargia paleacea - nyírfa-lombbagoly
- Epilecta linogrisea - karcsú sárgafűbagoly
- Epimecia ustula - ördögszem-apróbagoly    50 000 Ft
- Epipsilia latens - lappangó földibagoly
- Episema glaucina - fogasjegyű liliombagoly
- Episema tersa - hármasjegyű liliombagoly
- Eremobia ochroleuca - sárgamintás fűbagoly
- Eriopygodes imbecilla - pitypangbagoly
- Eucarta amethystina - ametisztbagoly
- Eucarta virgo - mocsári ametisztbagoly
- Euchalcia consona - pusztai aranybagoly
- Euchalcia modestoides - zöld aranybagoly    10 000 Ft
- Euchalcia variabilis - sisakvirág-aranybagoly    10 000 Ft
- Eugnorisma depuncta - őszi fűbagoly
- Eugraphe sigma - világosszegélyű földibagoly
- Euplexia lucipara - szederbagoly
- Eupsilia transversa - holdacskás télibagoly
- Eurois occulta - óriás hegyibagoly
- Euxoa aquilina - sugaras földibagoly
- Euxoa birivia - ezüstös földibagoly    10 000 Ft
- Euxoa conspicua - hosszúszárnyú földibagoly
- Euxoa decora - selymes földibagoly   10 000 Ft
- Euxoa distinguenda - keleti földibagoly   10 000 Ft
- Euxoa eruta - közönséges földibagoly
- Euxoa hastifera - fehérsávos földibagoly    5000 Ft
- Euxoa nigricans - feketés földibagoly
- Euxoa nigrofusca - sötétrojtú földibagoly
- Euxoa obelisca - csíkos földibagoly
- Euxoa recussa - lilásszürke földibagoly
- Euxoa segnilis - homoki földibagoly
- Euxoa temera - fésűscsápú földibagoly
- Euxoa tritici - búza-földibagoly
- Euxoa vitta - dolomit-földibagoly    50 000 Ft
- Fabula zollikoferi - óriás szürkebagoly    10 000 Ft
- Globia algae - barna nádibagoly
- Globia sparganii - nagy nádibagoly
- Gortyna borelii lunata - nagy szikibagoly    250 000 Ft
- Gortyna flavago - kénsárga bojtorjánbagoly
- Graphiphora augur - feketekeretű földibagoly
- Griposia aprilina - őszi zöldbagoly
- Hada plebeja - hamvas kertibagoly
- Hadena albimacula - fehérpettyes szegfűbagoly
- Hadena bicruris - szürke szegfűbagoly
- Hadena capsincola - szürke habszegfűbagoly
- Hadena compta - foltos szegfűbagoly
- Hadena confusa - fehérfoltos szegfűbagoly
- Hadena filograna - sötétmintás szegfűbagoly
- Hadena irregularis - homoki szegfűbagoly
- Hadena magnolii - fehérmintás szegfűbagoly
- Hadena perplexa - olajbarna szegfűbagoly
- Hadena silenes - hegyesnyilú szegfűbagoly
- Hadula dianthi hungarica - sziki szegfűbagoly
- Hadula trifolii - lóherebagoly
- Hecatera bicolorata - világosszürke kertibagoly
- Hecatera cappa - selyemfehér kertibagoly
- Hecatera dysodea - parajbagoly
- Helicoverpa armigera - gyapottokbagoly
- Heliothis adaucta - somkóróbagoly
- Heliothis nubigera - felhőfoltos vándorbagoly
- Heliothis ononis - zsályabagoly
- Heliothis peltigera - sötétfoltú vándorbagoly
- Heliothis viriplaca - mácsonyabagoly
- Helotropha leucostigma - mocsári nőszirombagoly
- Hoplodrina ambigua - közönséges selymesbagoly
- Hoplodrina blanda - sötétbarna selymesbagoly
- Hoplodrina octogenaria - őzbarna selymesbagoly
- Hoplodrina respersa - kéthullámos selymesbagoly
- Hoplodrina superstes - pontozott selymesbagoly
- Hydraecia micacea - barna lápibagoly
- Hydraecia petasitis - acsalapubagoly    5000 Ft
- Hydraecia ultima - hegyi lápibagoly
- Hyppa rectilinea - hegyi áfonyabagoly
- Hyssia cavernosa - feketejegyű rétibagoly    10 000 Ft
- Ipimorpha retusa - fűzfa-lombbagoly
- Ipimorpha subtusa - nyárfa-lombbagoly
- Jodia croceago - élénksárga őszibagoly
- Lacanobia aliena - sötét homokibagoly
- Lacanobia blenna - vándor kertibagoly
- Lacanobia contigua - hamuszürke kertibagoly
- Lacanobia oleracea - salátabagoly
- Lacanobia splendens - mocsári dudvabagoly
- Lacanobia suasa - tarka kertibagoly
- Lacanobia thalassina - borbolyabagoly
- Lacanobia w-latinum - rekettyebagoly
- Lamprosticta culta - hármasfoltú bagoly
- Lamprotes c-aureum - c-betűs aranybagoly    50 000 Ft
- Lasionycta proxima - keskenyszárnyú hegyibagoly
- Lateroligia ophiogramma - harmatkása-dudvabagoly
- Lenisa geminipuncta - ikerfoltos nádibagoly
- Leucania comma - vesszős rétibagoly
- Leucania loreyi - déli rétibagoly
- Leucania obsoleta - pontozott rétibagoly
- Lithophane consocia - égerrágó fabagoly
- Lithophane furcifera - villás fabagoly
- Lithophane ornitopus - közönséges fabagoly
- Lithophane semibrunnea - keskenyszárnyú fabagoly    5000 Ft
- Lithophane socia - barna fabagoly
- Litoligia literosa - lilásszárnyú dudvabagoly
- Luperina testacea - barnás szürkebagoly
- Lycophotia porphyrea - porfírbagoly     10 000 Ft
- Macdunnoughia confusa - cseppfoltú aranybagoly
- Mamestra brassicae - káposztabagoly
- Meganephria bimaculosa - kétfoltos szilbagoly
- Melanchra persicariae - fehérfoltos kertibagoly
- Mesapamea secalella - selyemperje-dudvabagoly
- Mesapamea secalis - kis dudvabagoly
- Mesogona acetosellae - madársóskabagoly
- Mesogona oxalina - hegyesszárnyú madársóskabagoly
- Mesoligia furuncula - kétszínű dudvabagoly
- Mesotrosta signalis - fehérjegyű törpebagoly   50 000 Ft
- Methorasa latreillei - gyöngypettyes bagoly   10 000 Ft
- Mniotype adusta - rozsdásszárnyú gyombagoly
- Mniotype satura - őszi gyombagoly
- Moma alpium - tarka zöldbagoly
- Mormo maura - gyászbagoly    5000 Ft
- Mythimna albipuncta - fehérpettyes rétibagoly
- Mythimna congrua
- Mythimna conigera - fehérjegyes rétibagoly
- Mythimna ferrago - rozsdaszínű rétibagoly
- Mythimna impura - barna rétibagoly
- Mythimna l-album - L-betűs rétibagoly
- Mythimna pallens - sápadt rétibagoly
- Mythimna pudorina - vörös rétibagoly
- Mythimna straminea - szalmaszínű rétibagoly
- Mythimna turca - félholdas rétibagoly
- Mythimna unipuncta - vándor rétibagoly
- Mythimna vitellina - sárga rétibagoly
- Naenia typica - hálózatos sóskabagoly    5000 Ft
- Noctua comes - kis sárgafűbagoly
- Noctua fimbriata - szélessávú sárgafűbagoly
- Noctua interjecta - zömök sárgafűbagoly
- Noctua interposita - köztes sárgafűbagoly
- Noctua janthe - lappangó sárgafűbagoly
- Noctua janthina - tarka sárgafűbagoly
- Noctua orbona - foltos sárgafűbagoly
- Noctua pronuba - nagy sárgafűbagoly
- Nonagria typhae - nagy gyékénybagoly
- Nyctobrya muralis - zöld zuzmóbagoly
- Ochropleura leucogaster - mediterrán fűbagoly
- Ochropleura plecta - fehérszegélyű fűbagoly
- Oligia fasciuncula - narancsos dudvabagoly
- Oligia latruncula - fekete dudvabagoly
- Oligia strigilis - apró dudvabagoly
- Oligia versicolor - változékony dudvabagoly
- Omphalophana antirrhinii - oroszlánszáj-apróbagoly
- Opigena polygona - bronzos földibagoly
- Orbona fragariae - óriás télibagoly    5000 Ft
- Oria musculosa - szalmasárga búzabagoly   10 000 Ft
- Orthosia cerasi - közepes barkabagoly
- Orthosia cruda - 	kis barkabagoly
- Orthosia gothica - foltos barkabagoly
- Orthosia gracilis - karcsú barkabagoly
- Orthosia incerta - változékony barkabagoly
- Orthosia miniosa - sárgás barkabagoly
- Orthosia opima - hegyesszárnyú barkabagoly
- Orthosia populeti - nyárfa-barkabagoly
- Oxicesta geographica - térképbagoly
- Oxytripia orbiculosa - nagyfoltú bagoly  250 000 Ft  Magyarországi stabil populációja nem bizonyított.
- Pabulatrix pabulatricula - tölgyes-dudvabagoly
- Pachetra sagittigera - nagy fésűsbagoly
- Panchrysia deaurata - pompás aranybagoly    50 000 Ft
- Panemeria tenebrata - apró sárgabagoly
- Panolis flammea - fenyőbagoly
- Panthea coenobita - jegenyefenyőbagoly
- Papestra biren - palaszürke hegyibagoly
- Parastichtis suspecta - rozsdás nyárfabagoly
- Peridroma saucia - vándor földibagoly
- Perigrapha i-cinctum - tavaszi fésűsbagoly
- Periphanes delphinii - szarkalábbagoly   10 000 Ft
- Phlogophora meticulosa - zöldes csipkésbagoly
- Phlogophora scita - zöldes páfránybagoly    10 000 Ft
- Photedes captiuncula - hegyi törpebagoly    50 000 Ft
- Photedes extrema - nádtippan-sásbagoly
- Photedes fluxa - változékony sásbagoly
- Photedes minima - sédbúza-sásbagoly
- Photedes morrisii - szürkésfehér sásbagoly
- Phragmatiphila nexa - fehérjegyes nádibagoly    50 000 Ft
- Phyllophila obliterata - üröm-apróbagoly
- Plusia festucae - ezüstkockás bagoly
- Plusia putnami gracilis - északi ezüstkockás-bagoly
- Polia bombycina - palaszürke bagoly
- Polia hepatica - áfonya-hegyibagoly
- Polia nebulosa - ködfoltos bagoly
- Polychrysia moneta - szélesszárnyú aranybagoly    50 000 Ft
- Polymixis polymita - kankalin-tarkabagoly
- Polymixis rufocincta isolata - villányi télibagoly    100 000 Ft
- Polymixis xanthomista - sárgamintás tarkabagoly
- Polyphaenis sericata - selyemfényű bagoly
- Protodeltote pygarga - fehérsávos apróbagoly
- Protolampra sobrina - pirosbarna földibagoly
- Protoschinia scutosa - tüskelábú vándorbagoly
- Pseudeustrotia candidula - fehéres apróbagoly
- Pyrrhia purpura - ezerjófűbagoly   50 000 Ft
- Pyrrhia umbra - iglicebagoly
- Rhizedra lutosa - óriás nádibagoly
- Rhyacia grisescens - hamuszürke földibagoly
- Rhyacia lucipeta - cifra földibagoly
- Rhyacia simulans - hamvas földibagoly
- Rileyiana fovea - zörgőbagoly    10 000 Ft
- Rusina ferruginea - gyászos fésűsbagoly
- Saragossa implexa - ázsiai szegfűbagoly   10 000 Ft
- Saragossa porosa kenderesiensis - sziki ürömbagoly    50 000 Ft
- Schinia cardui - keserűgyökér-nappalibagoly    5000 Ft
- Schinia cognata - nyúlparéj-nappalibagoly    5000 Ft
- Scotochrosta pulla - sötét őszibagoly    5000 Ft
- Sedina buettneri - hegyesszárnyú nádibagoly
- Senta flammea - lándzsás lápibagoly
- Shargacucullia gozmanyi - Gozmány-csuklyásbagoly   10 000 Ft
- Shargacucullia lychnitis - szalmasárga csuklyásbagoly
- Shargacucullia prenanthis - tavaszi görvélyfű-csuklyásbagoly   5000 Ft
- Shargacucullia scrophulariae - görvélyfű-csuklyásbagoly
- Shargacucullia thapsiphaga - fakó csuklyásbagoly    5000 Ft
- Shargacucullia verbasci - ökörfarkkóró-csuklyásbagoly
- Sideridis lampra - földitömjén-sziklabagoly
- Sideridis reticulata - fehéreres kertibagoly
- Sideridis rivularis - vörhenyes szegfűbagoly
- Sideridis turbida - szürke kertibagoly
- Simyra albovenosa - mocsári lándzsásbagoly
- Simyra nervosa - pusztai lándzsásbagoly
- Spaelotis ravida -	házibagoly
- Spodoptera exigua - déli vándorbagoly
- Spodoptera frugiperda - őszi sereghernyó
- Spodoptera littoralis
- Staurophora celsia - buckabagoly    5000 Ft
- Syngrapha ain - vörösfenyő-aranybagoly
- Syngrapha interrogationis - áfonya-aranybagoly
- Thalpophila matura - fakó sárgabagoly
- Tholera cespitis - sötét fésűsbagoly
- Tholera decimalis - közönséges fésűsbagoly
- Thysanoplusia orichalcea - óriásfoltú aranybagoly
- Tiliacea aurago - arany-sárgabagoly
- Tiliacea citrago - citrom-sárgabagoly
- Tiliacea sulphurago - 	kénes sárgabagoly
- Trachea atriplicis - nyári zöldbagoly
- Trichoplusia ni - vándor aranybagoly
- Tyta luctuosa - fekete nappalibagoly
- Valeria oleagina - tavaszi zöldbagoly
- Xanthia gilvago - foltos sárgabagoly
- Xanthia icteritia - nyárfa-sárgabagoly
- Xanthia ocellaris - szürkés sárgabagoly
- Xanthia togata - lilás sárgabagoly
- Xestia ashworthii candelarum - sziklai fűbagoly
- Xestia baja - változékony fűbagoly
- Xestia c-nigrum - c-betűs fűbagoly
- Xestia castanea - csarabos-fűbagoly
- Xestia ditrapezium - feketefoltos fűbagoly
- Xestia sexstrigata - szürkésvörös fűbagoly    10 000 Ft
- Xestia stigmatica - rombuszos földibagoly
- Xestia triangulum - háromszöges fűbagoly
- Xestia xanthographa - tarka fűbagoly
- Xylena exsoleta - szürkés fabagoly
- Xylena vetusta - vörhenyes fabagoly

## Nolidae (pamacsos-bagolylepkék)

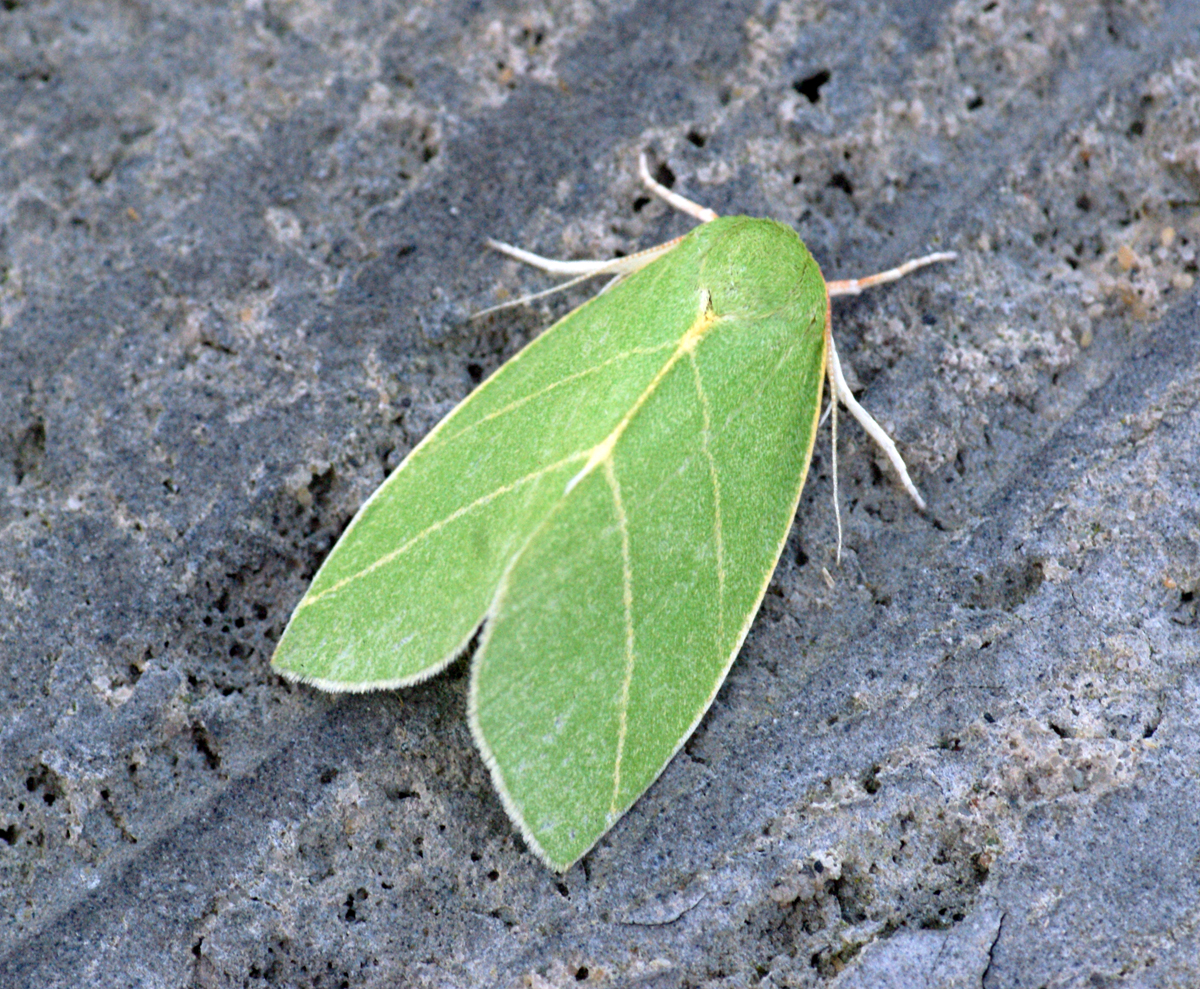
Tölgyfa-zöldbagoly

- Bena bicolorana - tölgyfa-zöldbagoly
- Earias clorana - fűzfa-zöldbagoly
- Earias vernana - nyárfa-zöldbagoly
- Meganola albula - fehér pamacsosszövő
- Meganola kolbi - magyar pamacsosszövő
- Meganola strigula - hamvas pamacsosszövő
- Meganola togatulalis - kökény-pamacsosszövő
- Nola aerugula - barnacsíkos pamacsosszövő
- Nola chlamitulalis - pompás pamacsosszövő
- Nola cicatricalis - szürke pamacsosszövő
- Nola confusalis - apró pamacsosszövő
- Nola cristatula - törpe pamacsosszövő
- Nola cucullatella - barna pamacsosszövő
- Nycteola asiatica - nyárfa-trapézbagoly
- Nycteola degenerana - tarka trapézbagoly
- Nycteola revayana - tölgy-trapézbagoly
- Nycteola siculana - fűz-trapézbagoly
- Pseudoips prasinana - bükkfa-zöldbagoly

## Notodontidae (púposszövők)

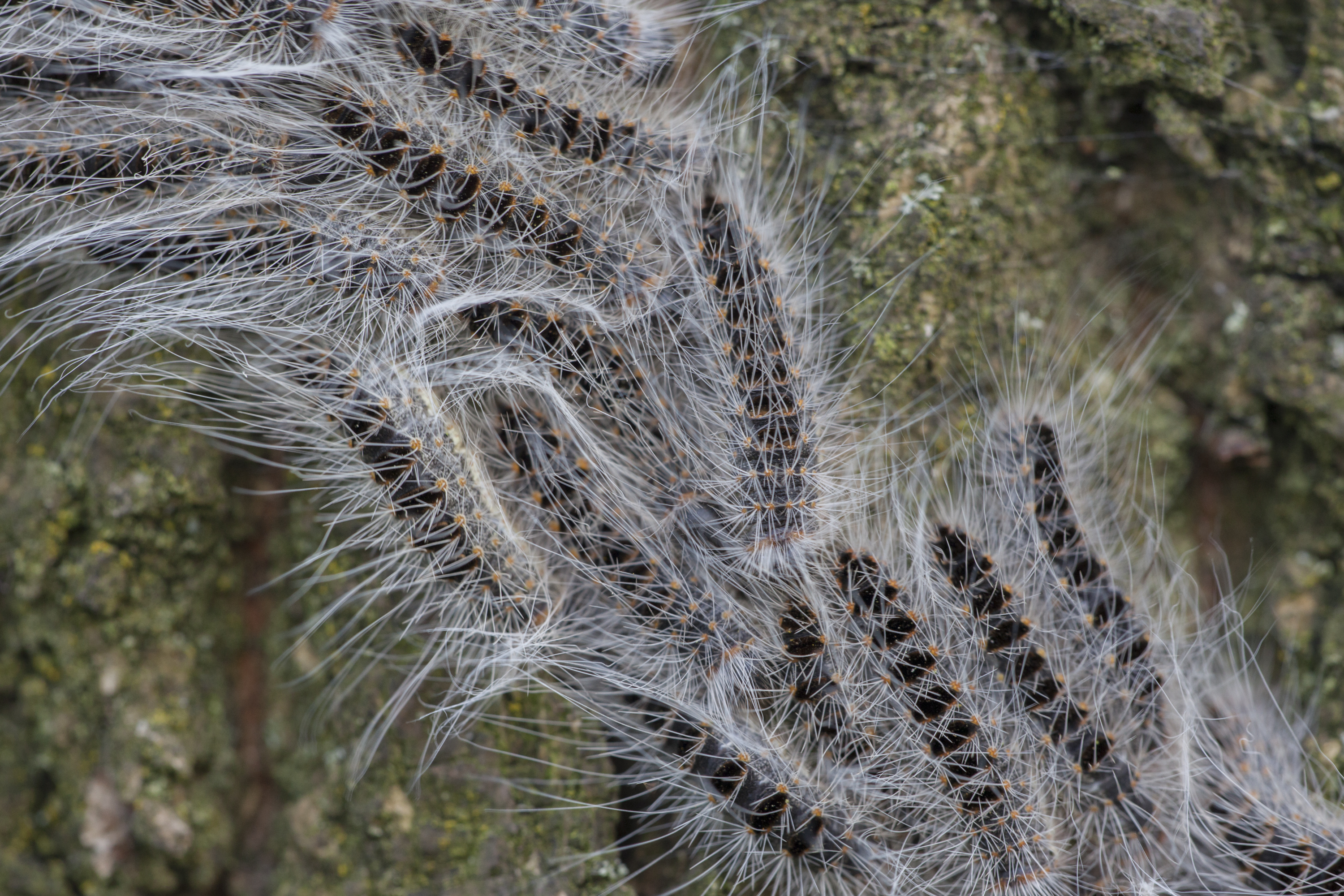
Búcsújárólepke hernyói

- Cerura erminea - hermelin-púposszövő
- Cerura vinula - nagy púposszövő
- Clostera anachoreta - tarka levélszövő
- Clostera anastomosis - barna levélszövő
- Clostera curtula - rövidszárnyú levélszövő
- Clostera pigra - apró levélszövő
- Dicranura ulmi - szilfa-púposszövő    5000 Ft
- Drymonia dodonaea - bélyeges púposszövő
- Drymonia obliterata - feketefoltos púposszövő
- Drymonia querna - tölgyfa-púposszövő
- Drymonia ruficornis - cserfa-púposszövő
- Drymonia velitaris - hegyi púposszövő   10 000 Ft
- Furcula bicuspis - apáca-púposszövő    5000 Ft
- Furcula bifida - kis púposszövő
- Furcula furcula - szürke púposszövő
- Gluphisia crenata - kormos púposszövő
- Harpyia milhauseri - pergamen-púposszövő
- Leucodonta bicoloria - aranyfoltos púposszövő   10 000 Ft
- Notodonta dromedarius - tevehátú púposszövő
- Notodonta torva - ritka púposszövő    10 000 Ft
- Notodonta tritophus - tarajos púposszövő
- Notodonta ziczac - zegzugos púposszövő
- Odontosia carmelita - barátka-púposszövő    10 000 Ft
- Peridea anceps - füstös púposszövő
- Phalera bucephala - sárgafoltos púposszövő
- Phalera bucephaloides - magyar púposszövő   10 000 Ft
- Pheosia gnoma - nyírfa-púposszövő    5000 Ft
- Pheosia tremula - nyárfa-púposszövő
- Pterostoma palpina - csőrös púposszövő
- Ptilodon capucina - tevenyakú púposszövő
- Ptilodon cucullina - csuklyás púposszövő
- Ptilophora plumigera - tollascsápú púposszövő
- Spatalia argentina - ezüstfoltos púposszövő
- Stauropus fagi - bükkfa-púposszövő
- Thaumetopoea processionea - búcsújárólepke

## Nymphalidae (tarkalepkefélék)

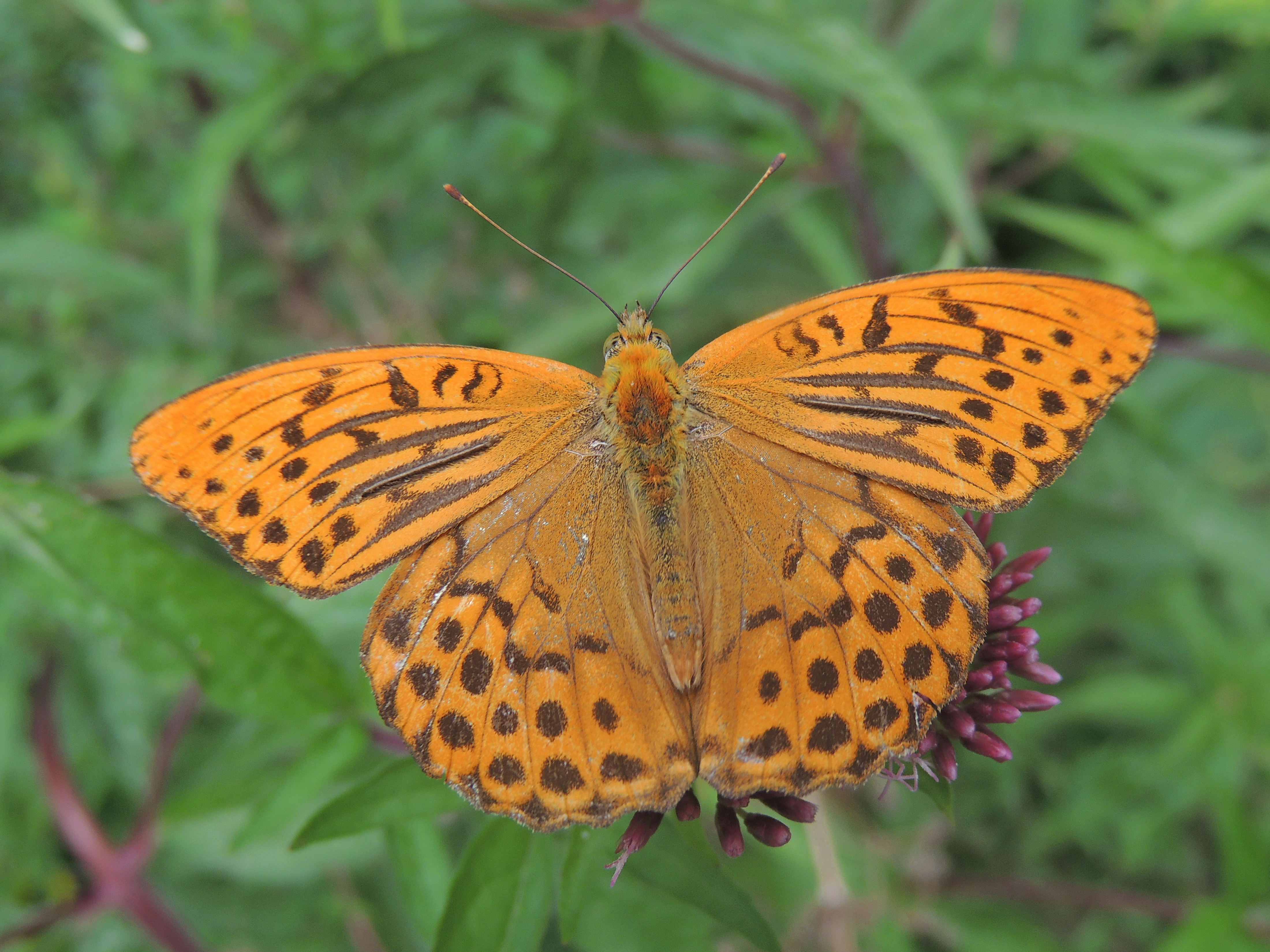
Nagy gyöngyházlepke

- Apatura ilia - kis színjátszólepke   10 000 Ft
- Apatura iris - nagy színjátszólepke   50 000 Ft
- Apatura metis - magyar színjátszólepke   100 000 Ft
- Aphantopus hyperantus - közönséges ökörszemlepke
- Araschnia levana - pókhálós lepke
- Arethusana arethusa - közönséges szemeslepke    5000 Ft
- Argynnis adippe - ezüstös gyöngyházlepke
- Argynnis aglaja - kerekfoltú gyöngyházlepke
- Argynnis laodice - keleti gyöngyházlepke   50 000 Ft
- Argynnis niobe - ibolya-gyöngyházlepke   10 000 Ft
- Argynnis pandora - zöldes gyöngyházlepke   5000 Ft
- Argynnis paphia - nagy gyöngyházlepke   5000 Ft
- Boloria dia - kis gyöngyházlepke
- Boloria euphrosyne - árvácska-gyöngyházlepke   5000 Ft
- Boloria selene - fakó gyöngyházlepke   10 000 Ft
- Brenthis daphne - málna-gyöngyházlepke    5000 Ft
- Brenthis hecate - rozsdaszínű gyöngyházlepke   5000 Ft
- Brenthis ino - lápi gyöngyházlepke   50 000 Ft
- Brintesia circe - fehéröves szemeslepke
- Chazara briseis - tarka szemeslepke   50 000 Ft
- Coenonympha arcania - fehéröves szénalepke
- Coenonympha glycerion - közönséges szénalepke
- Coenonympha oedippus - ezüstsávos szénalepke   250 000 Ft
- Coenonympha pamphilus - kis szénalepke
- Erebia aethiops - közönséges szerecsenlepke   50 000 Ft
- Erebia ligea - fehércsíkú szerecsenlepke   10 000 Ft
- Erebia medusa - kerekfoltú szerecsenlepke   5000 Ft
- Euphydryas aurinia - lápi tarkalepke   50 000 Ft
- Euphydryas maturna - díszes tarkalepke   50 000 Ft
- Hipparchia fagi - szürkeöves szemeslepke
- Hipparchia semele - barna szemeslepke    10 000 Ft
- Hipparchia statilinus - homoki szemeslepke   10 000 Ft
- Hyponephele lupina - homoki ökörszemlepke   50 000 Ft
- Hyponephele lycaon - erdei ökörszemlepke    50 000 Ft
- Issoria lathonia - közönséges gyöngyházlepke
- Lasiommata maera - nagyfoltú szemeslepke
- Lasiommata megera - vörös szemeslepke
- Lasiommata petropolitana - északi szemeslepke
- Libythea celtis - csőröslepke   5000 Ft
- Limenitis camilla - kis lonclepke   10 000 Ft
- Limenitis populi - nagy nyárfalepke   100 000 Ft
- Limenitis reducta - kék lonclepke   50 000 Ft
- Lopinga achine - sápadt szemeslepke   100 000 Ft
- Maniola jurtina - nagy ökörszemlepke
- Melanargia galathea - sakktáblalepke
- Melitaea athalia - közönséges tarkalepke
- Melitaea aurelia - recés tarkalepke   10 000 Ft
- Melitaea britomartis - barnás tarkalepke   10 000 Ft
- Melitaea cinxia - réti tarkalepke
- Melitaea diamina - kockás tarkalepke  10 000 Ft
- Melitaea didyma - tüzes tarkalepke
- Melitaea ornata kovacsi - magyar tarkalepke   50 000 Ft
- Melitaea phoebe - nagy tarkalepke
- Melitaea trivia - kis tarkalepke   5000 Ft
- Minois dryas - fekete szemeslepke
- Neptis rivularis - nagy fehérsávoslepke   10 000 Ft
- Neptis sappho - kis fehérsávoslepke   10 000 Ft
- Nymphalis antiopa - gyászlepke    50 000 Ft
- Nymphalis c-album - c-betűs lepke   5000 Ft
- Nymphalis io - nappali pávaszem   5000 Ft
- Nymphalis polychloros - nagy rókalepke   10 000 Ft
- Nymphalis urticae - kis rókalepke   50 000 Ft
- Nymphalis vau-album - L-betűs rókalepke   50 000 Ft
- Nymphalis xanthomelas - vörös rókalepke   50 000 Ft
- Pararge aegeria tircis - erdei szemeslepke
- Pyronia tithonus - kis ökörszemlepke   10 000 Ft
- Vanessa atalanta - Atalanta-lepke   5000 Ft
- Vanessa cardui - bogáncslepke

## Papilionidae (pillangófélék)

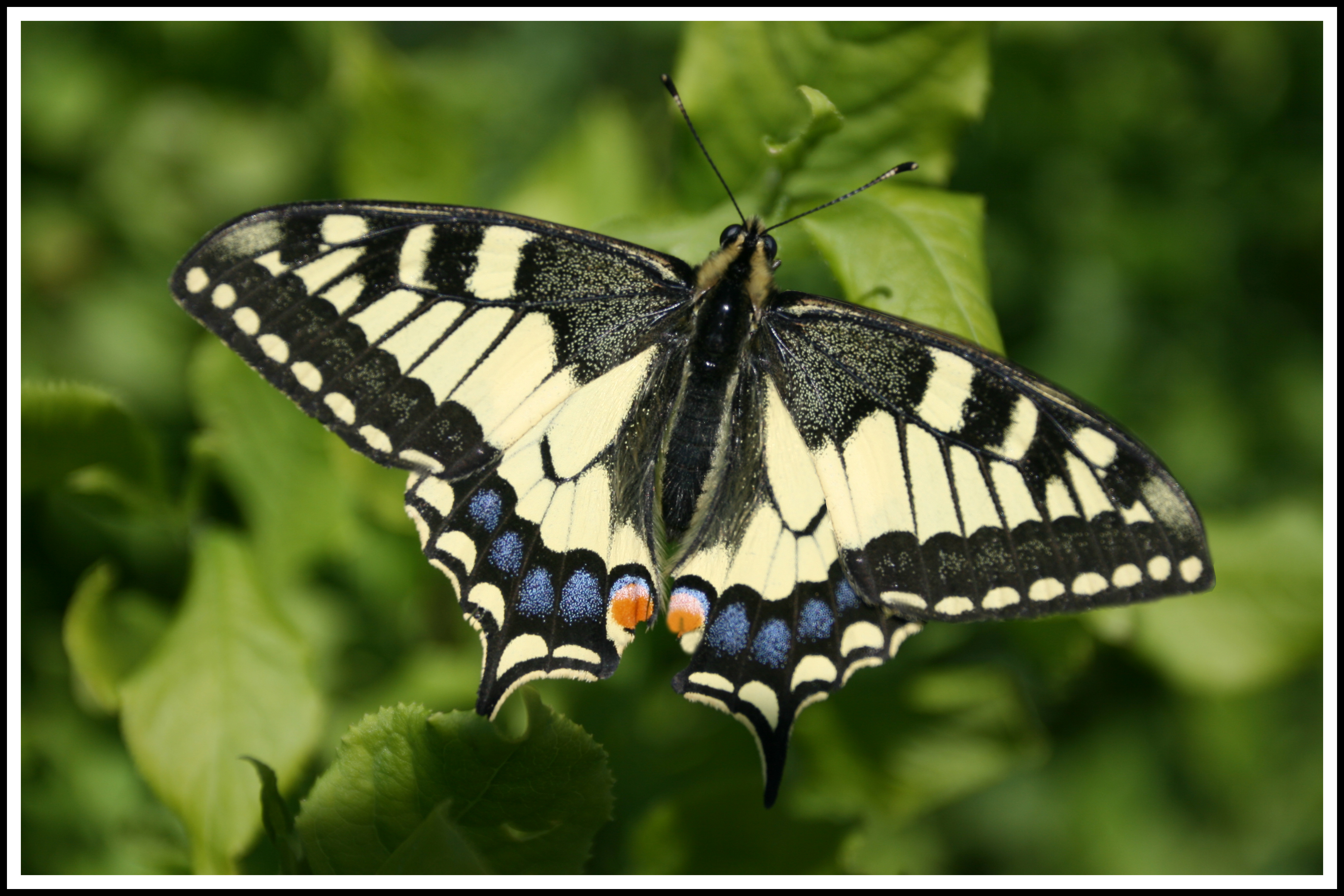
Fecskefarkú lepke

- Iphiclides podalirius - kardoslepke   10 000 Ft
- Papilio machaon - fecskefarkú lepke   10 000 Ft
- Parnassius mnemosyne - kis Apolló-lepke  50 000 Ft
- Zerynthia polyxena - farkasalmalepke   50 000 Ft

## Pieridae (fehérlepkefélék)
- Anthocharis cardamines - hajnalpírlepke
- Aporia crataegi - galagonyalepke
- Colias alfacariensis - déli kéneslepke
- Colias chrysotheme - dolomit-kéneslepke   100 000 Ft
- Colias croceus - sáfránylepke
- Colias erate - keleti kéneslepke
- Colias hyale - fakó kéneslepke
- Colias myrmidone - narancslepke    100 000 Ft
- Gonepteryx rhamni - citromlepke    5000 Ft
- Leptidea juvernica - szibériai mustárlepke
- Leptidea morsei major - keleti mustárlepke    50 000 Ft
- Leptidea sinapis - mustárlepke
- Pieris brassicae - káposztalepke
- Pieris bryoniae - hegyi fehérlepke    50 000 Ft
- Pieris ergane - sziklai fehérlepke    50 000 Ft
- Pieris mannii - magyar fehérlepke    50 000 Ft
- Pieris napi - repcelepke
- Pieris rapae - répalepke
- Pontia daplidice edusa - rezedalepke

## Riodinidae (kockáslepkefélék)
- Hamearis lucina - kockáslepke

## Saturniidae (pávaszemes szövők)

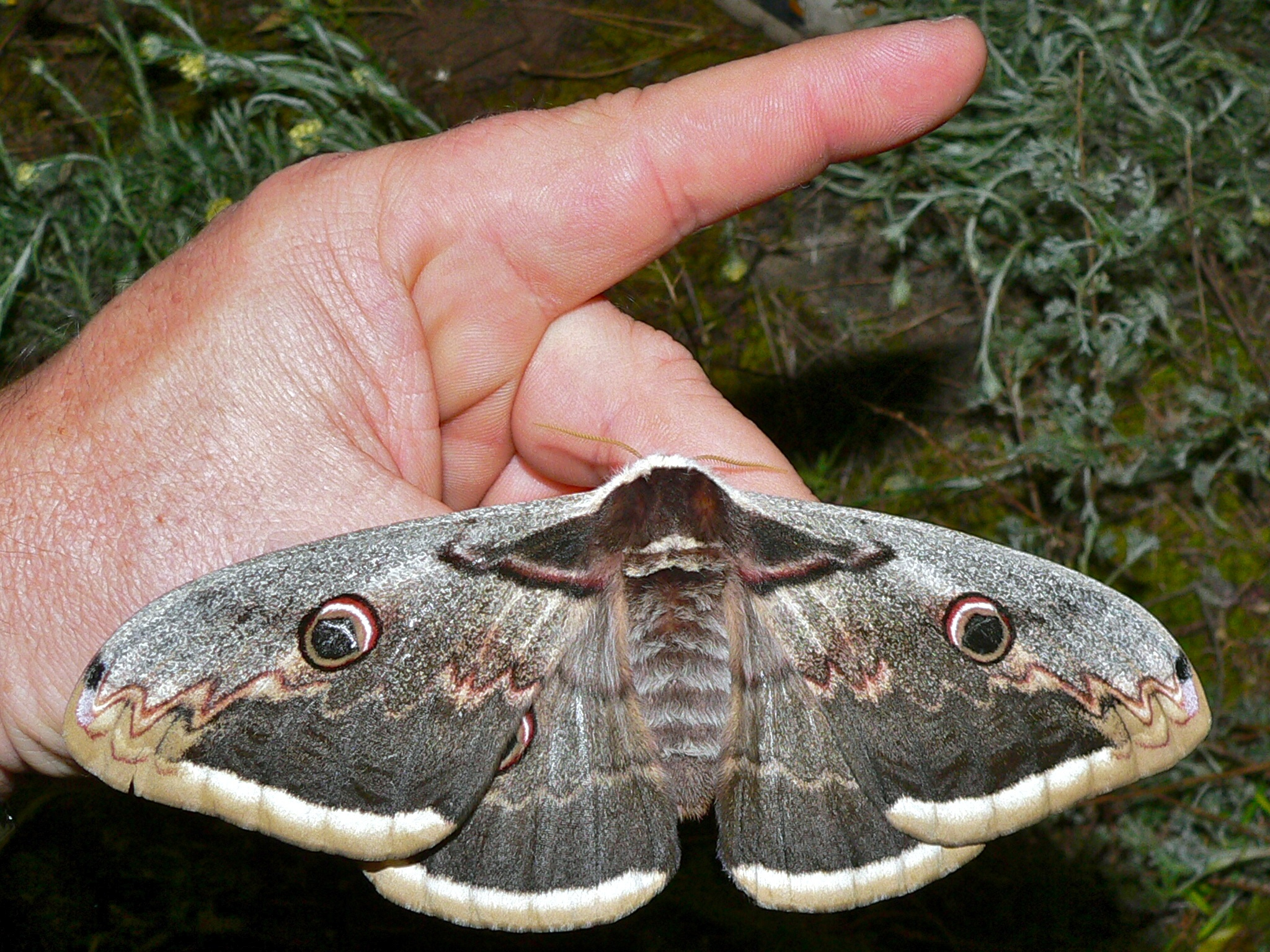
Nagy pávaszem

- Aglia tau - T-betűs pávaszem     5000 Ft
- Antheraea yamamai - tölgyfa-pávaszem
- Saturnia pavoniella - kis pávaszem    10 000 Ft
- Saturnia pyri - nagy pávaszem    50 000 Ft
- Saturnia spini - közepes pávaszem    50 000 Ft

## Sphingidae (szenderek)
- Acherontia atropos - halálfejes szender    10 000 Ft
- Agrius convolvuli - folyófűszender
- Daphnis nerii - oleanderszender
- Deilephila elpenor - szőlőszender
- Deilephila porcellus - piros szender
- Hemaris fuciformis - dongószender    10 000 Ft
- Hemaris tityus - pöszörszender    10 000 Ft
- Hippotion celerio - csíkos szender
- Hyles euphorbiae - kutyatejszender
- Hyles gallii - galajszender    5000 Ft
- Hyles livornica - sávos szender
- Hyles vespertilio - denevérszender
- Hyloicus pinastri - fenyőszender
- Laothoe populi - nyárfaszender
- Macroglossum stellatarum - kacsafarkú szender
- Marumba quercus - tölgyfaszender    10 000 Ft
- Mimas tiliae - hársfaszender
- Proserpinus proserpina - törpeszender    50 000 Ft
- Smerinthus ocellatus - esti pávaszem
- Sphinx ligustri - fagyalszender

## Thyatiridae (pihésszövők)

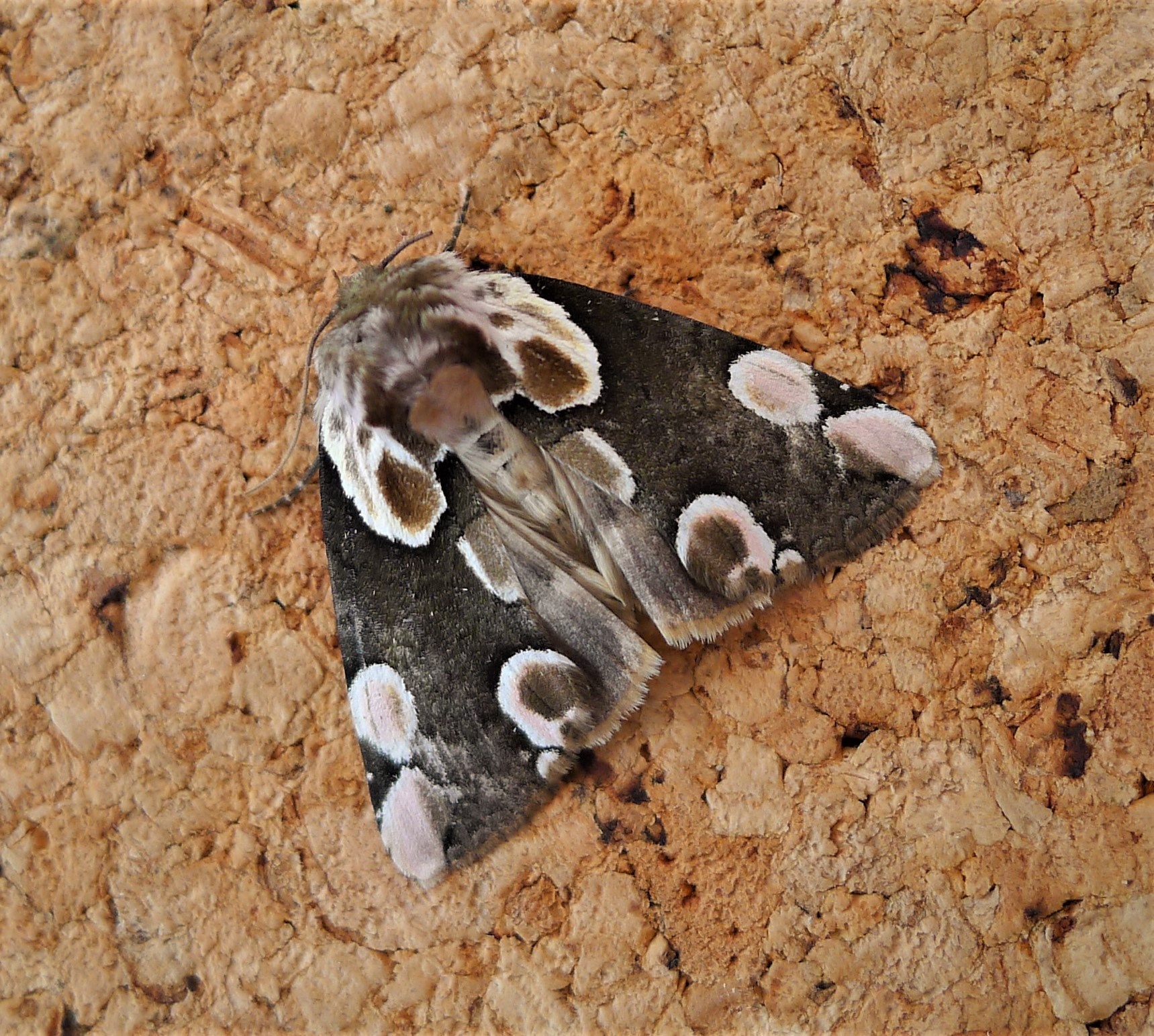
Rózsafoltos pihésszövő

- Achlya flavicornis - sárgacsápú pihésszövő
- Asphalia ruficollis - vörösnyakú pihésszövő
- Cymatophorina diluta - őszi pihésszövő
- Habrosyne pyritoides - fehérsávos pihésszövő
- Ochropacha duplaris - égerfa-pihésszövő
- Polyploca ridens - zöldes pihésszövő
- Tethea ocularis - pápaszemes pihésszövő
- Tethea or - bélyeges pihésszövő
- Tetheella fluctuosa - nyírfa-pihésszövő
- Thyatira batis - rózsafoltos pihésszövő